# 29. März
Der 29. März ist der 88. Tag des gregorianischen Kalenders (der 89. in Schaltjahren), somit bleiben 277 Tage bis zum Jahresende.

## Ereignisse

### Politik und Weltgeschehen
- 1166: Der Stauferkaiser Friedrich I. Barbarossa hält in Laufen (Salzach) einen Hoftag ab.
- 1430: Die seit 1423 zu Venedig gehörende Stadt Thessaloniki wird nach ihrer Eroberung durch Sultan Murad II. Bestandteil des Osmanischen Reichs.
- 1461: Während der Rosenkriege gewinnt Eduard von York die Schlacht von Towton gegen die Lancastrianer unter Henry Beaufort, 2. Duke of Somerset und wird drei Monate später zum König Eduard IV. von England gekrönt.
- 1516: Doge Cristoforo Moro weist den in der Republik Venedig lebenden Juden das Gheto novo in Cannaregio als Wohnort zu.
- 1549: Salvador da Bahia wird von den Portugiesen als erste Hauptstadt ihres Besitzes in Südamerika gegründet.

1632: Neufrankreich

- 1632: England und Frankreich schließen den Vertrag von Saint-Germain-en-Laye, mit dem England die 1629 eroberte Kolonie Neufrankreich, das heutige Québec, zurückgibt.

1638: Neuschweden

- 1638: Schwedische Siedler gründen die erste Niederlassung am Delaware und nennen diese Neuschweden.
- 1644: In der Schlacht bei Cheriton erringen die Parlamentstruppen einen wichtigen Sieg im Englischen Bürgerkrieg. Dies hat zur Folge, dass sich die Royalisten unter König Karl I. den Rest des Jahres in der Defensive befinden.
- 1707: Wilhelm Hyacinth, Prinz von Oranien und Regent von Nassau-Siegen, wird von der Bevölkerung von Siegen aus der Stadt und dem Amt gejagt.
- 1809: Der russische Zar Alexander I. erklärt in seinem Throneid in Porvoo das im Dritten Russisch-Schwedischen Krieg eroberte Finnland als Großfürstentum für immer Russland zugehörig.
- 1823: Der monarchistische General Joaquín de Oreamuno y Muñoz de la Trinidad putscht gegen die seit acht Tagen im Amt befindliche republikanische Diputación de Costa Rica unter Rafael Francisco Osejo und fungiert als Staatschef unter dem selbstgewählten Titel Comandante General de las Armas. Er kann sich nur bis zum 5. April halten.
- 1848: In Preußen wird unter Ludolf Camphausen und David Hansemann eine Märzregierung eingesetzt, um den in der Märzrevolution protestierenden Bürgern entgegenzukommen. Diese kann sich jedoch bis zu ihrer Auflösung am 20. Juni nicht gegen Adel und Militär durchsetzen.
- 1849: Großbritannien annektiert das Punjab. Das ehemalige Reich der Sikh wird wenige Jahre später ein Landesteil von Britisch-Indien.
- 1857: In Britisch-Indien flackert Unzufriedenheit in den britischen Hilfstruppen auf. Sepoy Mangal Pandey schießt auf einen britischen Offizier seines Regiments, Pandeys Kameraden verweigern den Befehl, britischen Offizieren zu helfen. Das Ereignis ist einer der Vorboten des am 10. Mai beginnenden Sepoy-Aufstands.
- 1864: In einem Vertrag einigen sich die Großmächte Großbritannien, Russland und Österreich mit Griechenland über den von der Bevölkerung gewollten Anschluss der Republik der Ionischen Inseln an Griechenland.
- 1865: Im Sezessionskrieg beginnt der Appomattox-Feldzug der Nordstaatenarmee, der die Aktionen der konföderierten Army of Northern Virginia einschränken soll.
- 1867: Das Britische Parlament beschließt das Verfassungsgesetz, den ersten von zahlreichen British North America Acts, der die Grundlage der Verfassung von Kanada bildet.

1879: Die Zulu bei Kambula

- 1879: In der Schlacht von Kambula besiegen die Briten unter Evelyn Henry Wood die Zulu unter Ntshingwayo Khoza im Zulukrieg und können damit die katastrophale Niederlage in der Schlacht bei Isandhlwana wettmachen.
- 1894: In Berlin endet die auf Anregung von Anna Simson erfolgte Gründungsversammlung des Bundes Deutscher Frauenvereine (BDF). Erste Vorsitzende ist Auguste Schmidt.
- 1909: Der deutsche Reichskanzler Bernhard von Bülow verliest vor dem Reichstag eine Rede, in der sich das Deutsche Reich demonstrativ hinter Österreich-Ungarn und dessen Annexion von Bosnien und Herzegowina stellt. Die Bosnische Annexionskrise wird damit außenpolitisch beigelegt, jedoch verärgert die Rede, in der der Begriff „Nibelungentreue“ zum ersten Mal gebraucht wird, Großbritannien und Russland, die die Annexion nicht anerkennen wollten.

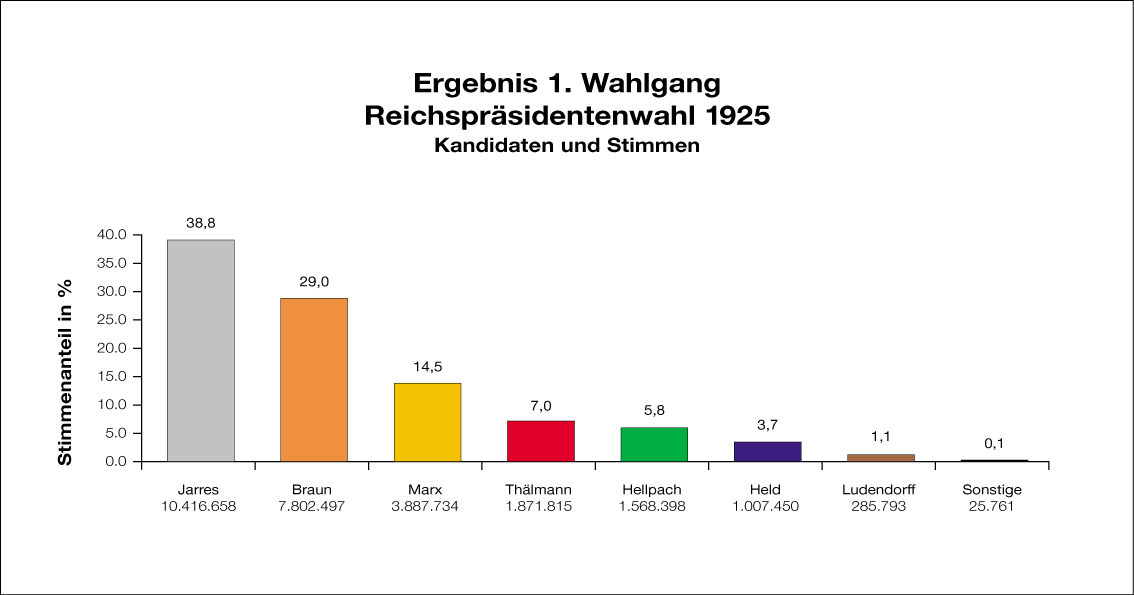
1925: Wahlergebnis

- 1925: Bei den ersten Reichspräsidentenwahlen der Weimarer Republik erhält Karl Jarres (DVP) die meisten Stimmen, verfehlt aber die absolute Mehrheit. Im daher nötigen zweiten Wahlgang, der rund einen Monat später stattfindet, gewinnt Paul von Hindenburg gegen Wilhelm Marx und Ernst Thälmann.
- 1933: Nach dem Reichstagsbrand beschließt der deutsche Reichstag die Lex van der Lubbe, ein rückwirkendes Gesetz, um den mutmaßlichen Brandstifter Marinus van der Lubbe zum Tode verurteilen zu können.
- 1936: Im Deutschen Reich findet eine Reichstagswahl statt, bei der die Nationalsozialisten nach offiziellem Ergebnis 98,8 Prozent der Stimmen erhalten.

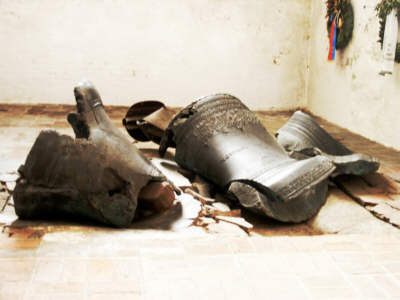
1942: Gedenkstätte in der Marienkirche

- 1942: In der Nacht wird durch einen Luftangriff der Royal Air Force (RAF) ein Fünftel der Lübecker Innenstadt zerstört; die Marienkirche, der Dom und die Petrikirche brennen vollständig aus. Dabei werden unersetzbare Kunstschätze wie der Lübecker Totentanz und die Gregorsmesse von Bernt Notke vollständig zerstört. Es handelt sich um den ersten erfolgreichen Test des Flächenbombardements eines historischen deutschen Großstadtkerns auf Grund der Area Bombing Directive im Luftkrieg des Zweiten Weltkriegs.
- 1945: Die Rote Armee dringt bei Klostermarienberg erstmals auf ehemals österreichisches Gebiet vor.
- 1945: In Ostpreußen endet die Kesselschlacht von Heiligenbeil. Etwa 50.000 deutsche Soldaten geraten in sowjetische Gefangenschaft.
- 1945: Im Südburgenland werden beim Massaker von Deutsch-Schützen in einem der zahlreichen Endphaseverbrechen rund 60 als Zwangsarbeiter eingesetzte ungarische Juden ermordet.
- 1945: US-amerikanische Truppen besetzen im Zweiten Weltkrieg die Stadt Mannheim.
- 1955: Deutschland und Dänemark veröffentlichen die am Vortag vereinbarten Bonn-Kopenhagener Erklärungen zum Schutz der jeweiligen Minderheit in den beiden Staaten.
- 1971: Im Prozess um das Massaker von Mỹ Lai vor einem US-amerikanischen Militärgericht befindet die Jury nach 13-tägiger Beratung den verantwortlichen Offizier William Calley der Tötung von 22 Zivilpersonen für schuldig.
- 1973: Die letzten US-amerikanischen Truppen ziehen während des Vietnamkriegs auf Basis des Pariser Vertrages aus Südvietnam ab.

1976: Flagge der Malediven

- 1976: Die letzten britischen Truppen verlassen die Malediven.
- 1982: Beim Anschlag auf den Trans-Europ-Express Le Capitole kommen in Frankreich 5 Menschen ums Leben.
- 1983: Die Grünen ziehen das erste Mal als Bundestagsgruppe in den Deutschen Bundestag ein. Am selben Tag wird Helmut Kohl als Bundeskanzler wiedergewählt und bildet am folgenden Tag sein Kabinett Kohl II.
- 1984: Ein bei HDW für Chile gebautes U-Boot verfängt sich während einer Werfterprobungsfahrt im Skagerrak in den Netzen des dänischen Fischkutters Ane Kathrine. Der Kutter wird unter Wasser gezogen; die dreiköpfige Besatzung kommt bei diesem Unglück zu Tode.
- 1996: Ahmad Tejan Kabbah tritt als Sieger der ersten freien Wahlen nach 23 Jahren mitten im Bürgerkrieg als Nachfolger von Julius Maada Bio das Amt des Präsidenten von Sierra Leone an.

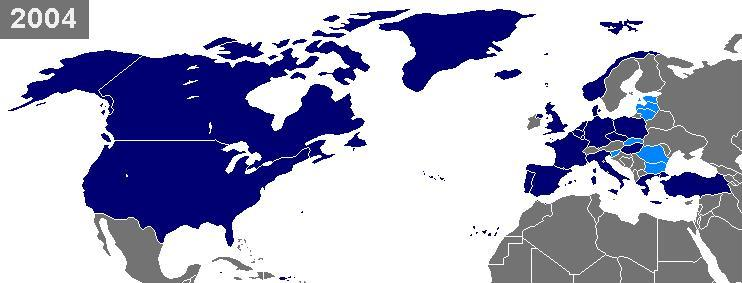
2004: Zweite NATO-Osterweiterung

- 2004: In einer zweiten Phase der NATO-Osterweiterung treten nach Polen, Tschechien und Ungarn am 12. März auch die ehemaligen Warschauer-Pakt-Staaten Bulgarien, Estland, Lettland, Litauen, Rumänien, die Slowakei und Slowenien der NATO bei.
- 2004: In Irland tritt das weltweit erste von einem Staat erlassene Rauchverbot in Kraft. Es gilt an allen Arbeitsplätzen einschließlich Pubs und Restaurants.
- 2017: Großbritannien beantragt offiziell den EU-Austritt des Vereinigten Königreichs bei der EU.

### Wirtschaft
- 1810: Friedrich Koenig erhält ein Patent auf seine Tiegeldruckmaschine. Das Modell wird von ihm einige Monate später zur Schnellpresse weiterentwickelt.
- 1859: In Dublin erscheint die erste Ausgabe der überregionalen Tageszeitung The Irish Times als Sprachrohr der irischen Unionisten.
- 1920: Croydon Aerodrome wird als Londons Hauptflughafen eröffnet.
- 1970: Fernsehzuschauer können ab nun die Nachrichtensendungen Tagesschau der ARD und heute des ZDF in Farbe empfangen.
- 1988: Die spanische Charterfluggesellschaft Spantax, die in Deutschland wegen mehrerer Unglücksfälle und Pannen über ein schlechtes Image verfügt, geht in Konkurs.
- 1999: Der US-amerikanische Aktienindex Dow Jones überschreitet an der New Yorker Börse erstmals die Marke von 10.000 Punkten.
- 2001: Der Flughafen Incheon, Südkoreas größter Flughafen, wird eröffnet.

### Wissenschaft und Technik
- 1807: Der deutsche Astronom Heinrich Wilhelm Olbers entdeckt einen vierten Asteroiden, der später Vesta genannt wird. Vesta gilt wie alle bekannten Asteroiden zu diesem Zeitpunkt als Planet.
- 1902: Bei der deutschen Südpolarexpedition sichtet Erich von Drygalski in einem Fesselballon als erster Mensch den erloschenen Vulkan Gaußberg in der Antarktis.
- 1910: Die Bauarbeiten für die Wendelsteinbahn in den oberbayerischen Kalkalpen beginnen.
- 1956: Die heute in Deutschland gebräuchlichen Sondersignalanlagen, bestehend aus Blaulicht und Martinshorn, werden in der Straßenverkehrszulassungsverordnung vorgeschrieben.
- 1960: Bei Frankfurt am Main öffnet mit dem Autokino Gravenbruch Europas erstes Autokino seine Pforten.

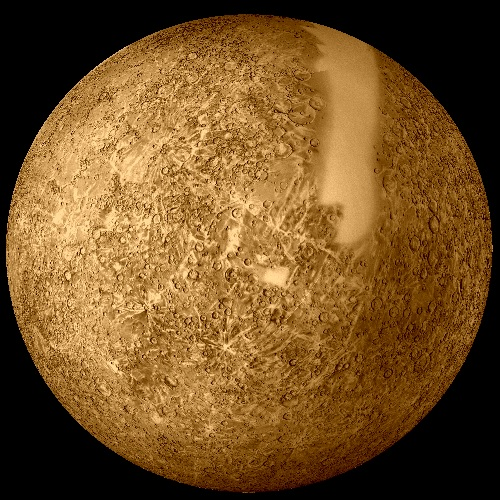
1974: Merkur von Mariner 10 aus gesehen

- 1974: Die US-amerikanische Raumsonde Mariner 10 passiert als erster irdischer Flugkörper den Planeten Merkur und übermittelt über 2000 Bilder von dem Planeten.

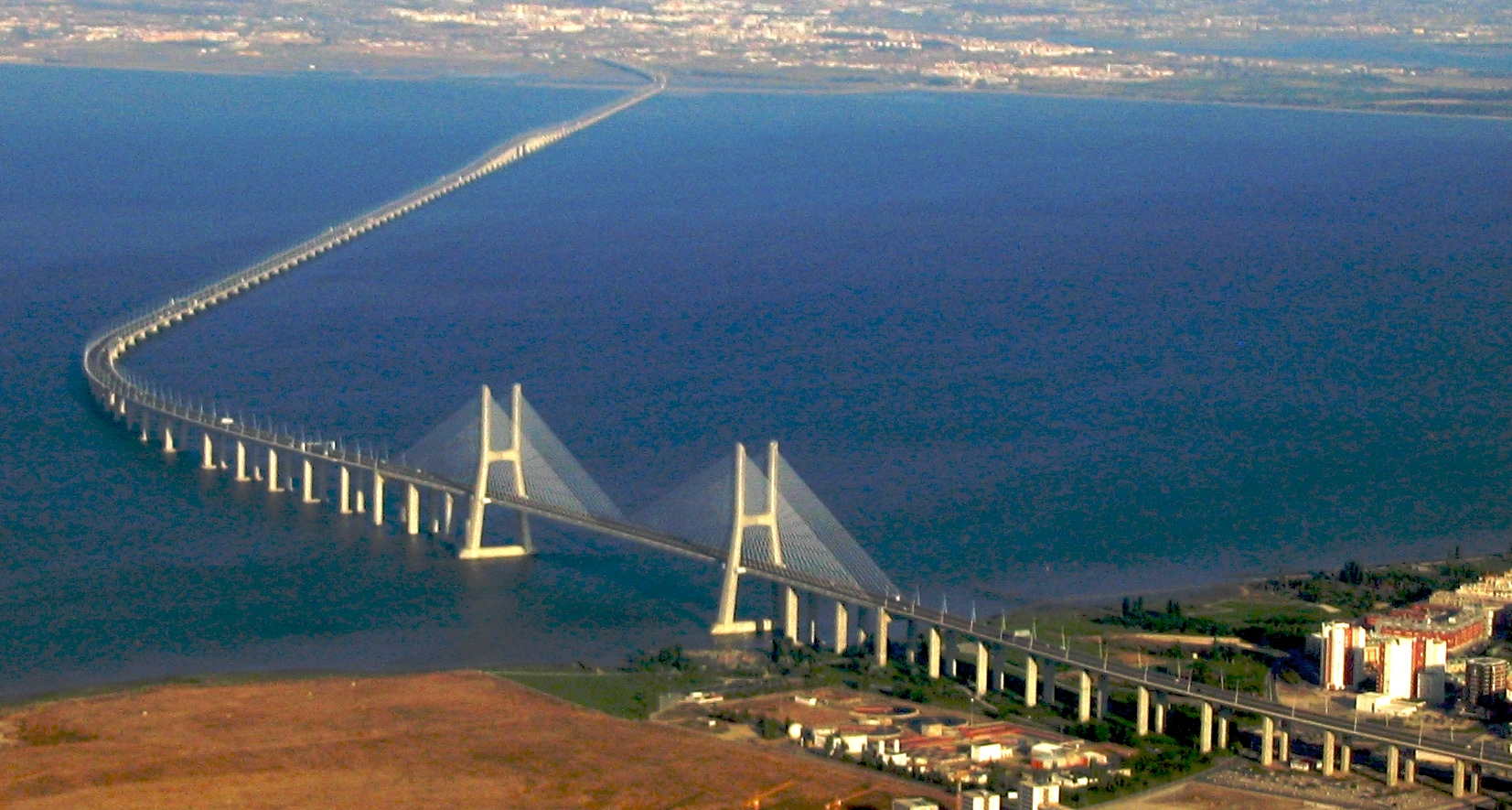
1998: Ponte Vasco da Gama

- 1998: In Lissabon wird die Ponte Vasco da Gama für den Straßenverkehr freigegeben. Das Bauwerk überspannt den Fluss Tejo und ist mit über 17 Kilometern Länge die längste Brücke Europas.
- 2006: In Teilen Afrikas, Europas und Asiens ist eine totale Sonnenfinsternis zu beobachten.

### Kultur
- 1795: In Wien findet die Uraufführung des Klavierkonzerts Nr. 2 B-Dur op. 19 von Ludwig van Beethoven mit dem Komponisten als Solisten statt. Beethoven wird das Werk in der Folge noch öfter umarbeiten.
- 1806: Die zweite, überarbeitete Fassung des Fidelio von Ludwig van Beethoven wird am Theater an der Wien in Wien uraufgeführt. Auch dieser zweiten Fassung ist kein Publikumserfolg beschieden.
- 1828: Die romantische Oper Der Vampyr von Heinrich Marschner wird am Stadttheater in Leipzig uraufgeführt.

1871: Royal Albert Hall innen

- 1871: Die Royal Albert Hall wird in Londons Stadtteil Kensington von Königin Victoria eröffnet. In ihr werden künftig Großveranstaltungen präsentiert.
- 1879: Pjotr Iljitsch Tschaikowskis Oper Eugen Onegin (mit dem Untertitel Lyrische Szenen) nach dem gleichnamigen Versroman von Alexander Sergejewitsch Puschkin wird im Moskauer Maly-Theater uraufgeführt.
- 1882: Die 1. Sinfonie des 16-jährigen Alexander Glasunow wird in St. Petersburg erfolgreich uraufgeführt.

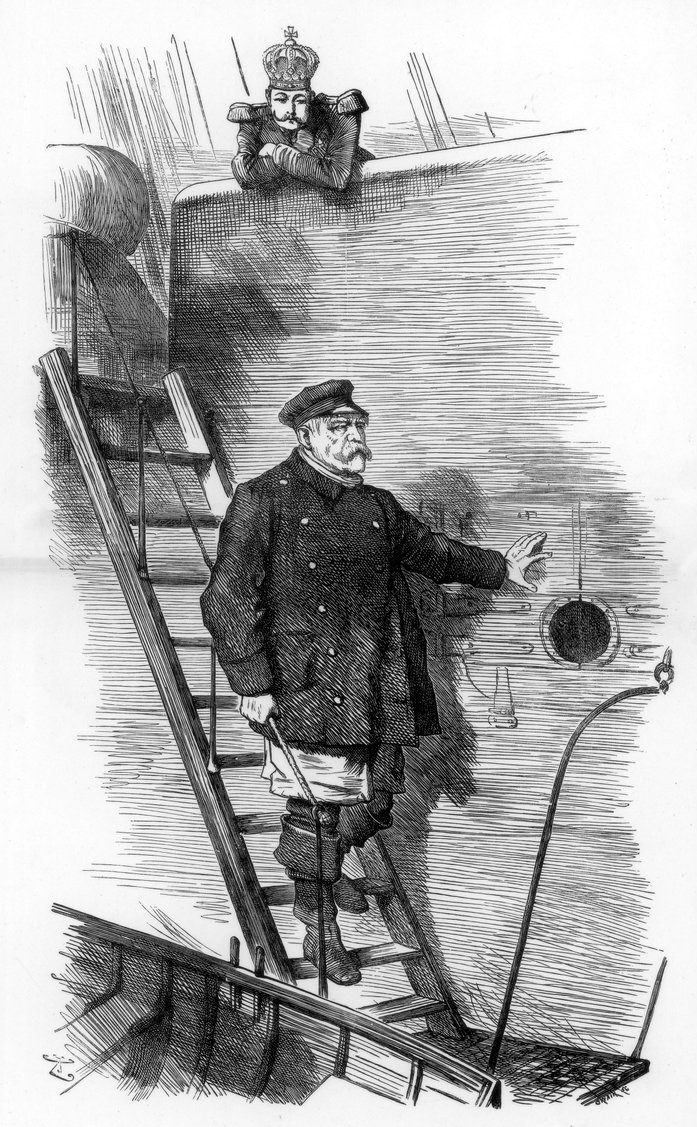
1890: Dropping the Pilot

- 1890: In der auf diesen Tag datierten Ausgabe des Punch erscheint die Karikatur Dropping the Pilot, die in Deutschland als Der Lotse geht von Bord bekannt wird.
- 1933: Die Erstaufführung des Films Das Testament des Dr. Mabuse von Fritz Lang nach einem Roman von Norbert Jacques wird von der Filmprüfstelle Berlin wegen „Gefährdung der öffentlichen Ordnung und Sicherheit“ verboten. Die Premiere des Films läuft schließlich am 21. April in Budapest.
- 1952: Doktor Eisenbart, ein großmächtiges Spectaculum in sieben Bildern von Nico Dostal nach einem Libretto von Hermann Hermecke, wird in Nürnberg uraufgeführt.
- 1958: Am Schauspielhaus Zürich werden die Theaterstücke Biedermann und die Brandstifter und Die große Wut des Philipp Hotz von Max Frisch uraufgeführt.
- 1972: Die vier schwedischen Musiker Agnetha Fältskog, Anni-Frid Lyngstad, Benny Andersson und Björn Ulvaeus nehmen mit People Need Love ihr erstes Musikstück als Gruppe auf und gründen damit die später weltweit erfolgreiche Popgruppe ABBA.
- 1975: Im Deutschen Fernsehen wird die erste Folge von Nonstop Nonsens ausgestrahlt.
- 1976/1989: In Los Angeles finden die von der Academy of Motion Picture Arts and Sciences veranstalteten Oscar-Verleihungen der jeweiligen Jahre statt. Dabei sind die großen Gewinner:
  - Verleihung 1976: Einer flog über das Kuckucksnest von Miloš Forman mit Jack Nicholson in der Hauptrolle mit fünf Academy Awards.
  - Verleihung 1989: Rain Man von Barry Levinson mit Dustin Hoffman und Tom Cruise in den Hauptrollen mit vier Academy Awards.
- 1989: Frankreichs Staatspräsident François Mitterrand eröffnet die vom Architekten Ieoh Ming Pei gestaltete Glaspyramide im Innenhof des Louvre. Es ist der Auftakt zum weiteren Ausbau des Museumsgeländes.

### Gesellschaft

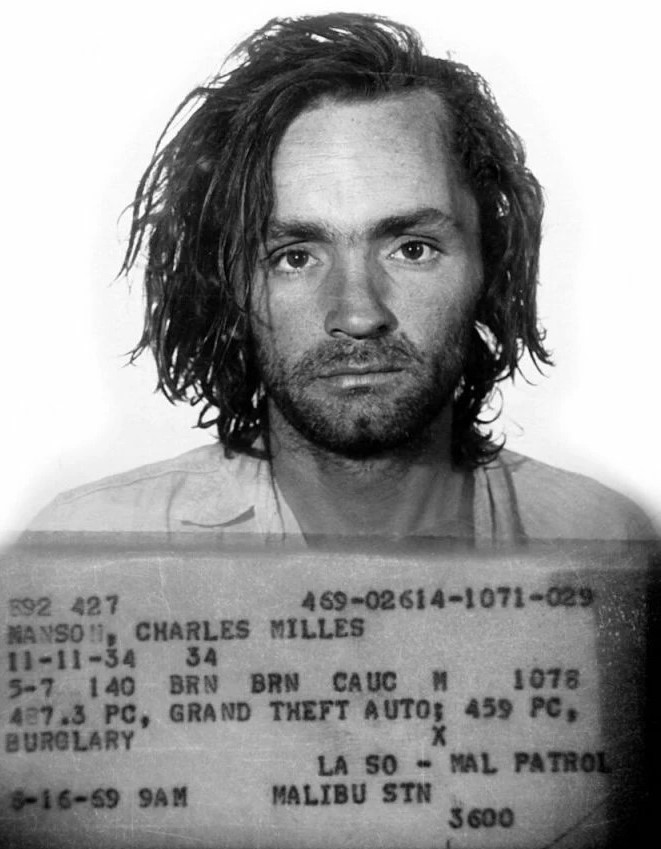
1971: Charles Manson

- 1971: Die Geschworenen einer Jury in Los Angeles, Kalifornien, verurteilen Charles Manson und drei der Mitglieder seiner „Family“ wegen des Mordes an Leno und Rosemary LaBianca zum Tod in der Gaskammer. Das Urteil wird zwar bestätigt, aber nie vollstreckt.

### Religion
- 0537: Vigilius wird auf byzantinischen Druck Bischof von Rom, obwohl in Rom Bischof Silverius im Amt ist. Nach dessen Tod im November wird Vigilius allgemein anerkannt.
- 1139: Der Templerorden wird durch die Päpstliche Bulle Omne datum optimum von Innozenz II. bestätigt und der Orden direkt dem Papst unterstellt.
- 1924: Der Heilige Stuhl und Bayern schließen ein Konkordat.

### Katastrophen
Kleinere Unglücksfälle sind in den Unterartikeln von Katastrophe und in der Liste von Katastrophen aufgeführt.

### Natur und Umwelt
- 1848: Die Niagarafälle fallen wegen eines flussaufwärts entstandenen Eisstaus 30 Stunden lang trocken.

### Sport

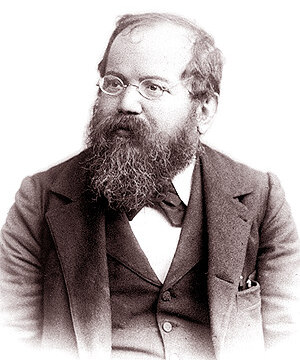
1886: Wilhelm Steinitz

- 1886: Der Österreicher Wilhelm Steinitz wird durch einen Sieg gegen den Polen Johannes Hermann Zukertort (12,5–7,5) erster Schachweltmeister.
- 1987: In Pontiac (Michigan) findet die Wrestling-Veranstaltung WrestleMania III statt. Mit rund 93.000 Zuschauern war es die bis dahin größte Indoor-Veranstaltung in der Geschichte der Vereinigten Staaten.
- 1997: Christian Vieri debütiert im Alter von 23 Jahren bei der Italienischen Fußballnationalmannschaft beim 3:0-Sieg gegen Moldawien, bei dem er mit seinem ersten Länderspieltor das 1000. Länderspieltor der italienischen Fußballnationalmannschaft erzielt.
- 2015: Australien gewinnt den elften Cricket World Cup in Australien und Neuseeland, indem sie im Finale Neuseeland mit 7 Wickets besiegt.

Einträge von Leichtathletik-Weltrekorden befinden sich unter der jeweiligen Disziplin unter Leichtathletik.

## Geboren

### Vor dem 18. Jahrhundert
- 1281: Castruccio Castracani, Herzog von Lucca
- 1395: John Holland, 2. Duke of Exeter, englischer Adeliger
- 1468: Karl I., Herzog von Savoyen
- 1479: Reinhard von Leiningen-Westerburg, katholischer Geistlicher und Domdekan in Köln
- 1484: Johann Spangenberg, evangelischer Theologe und Reformator
- 1507: Heinrich II., Herzog von Münsterberg, Oels und Bernstadt sowie Graf von Glatz
- 1517: Carlo Carafa, italienischer Kardinal, Neffe und Kardinalnepot von Papst Paul IV.
- 1524: Johann Ludwig von Nassau-Saarbrücken, Domherr in Köln, Trier und Straßburg
- 1527: Zaccaria Dolfin, italienischer Kardinal und Apostolischer Nuntius in Wien
- 1561: Santorio Santorio, italienischer Mediziner
- 1577: Johann Ulrich Pregizer I., deutscher Theologe, Hochschullehrer, Kanzler der Universität Tübingen
- 1590: Agnes Magdalene, Prinzessin von Anhalt-Dessau und Landgräfin von Hessen-Kassel
- 1590: Michiel Pauw, Amsterdamer Regierungsmitglied und Direktor der Niederländischen Westindien-Kompagnie
- 1613: Franz Jünger, Bürgermeister von Dresden
- 1616: Johann Erasmus Kindermann, deutscher Organist und Komponist

- 1629: Alexei I., Zar von Russland

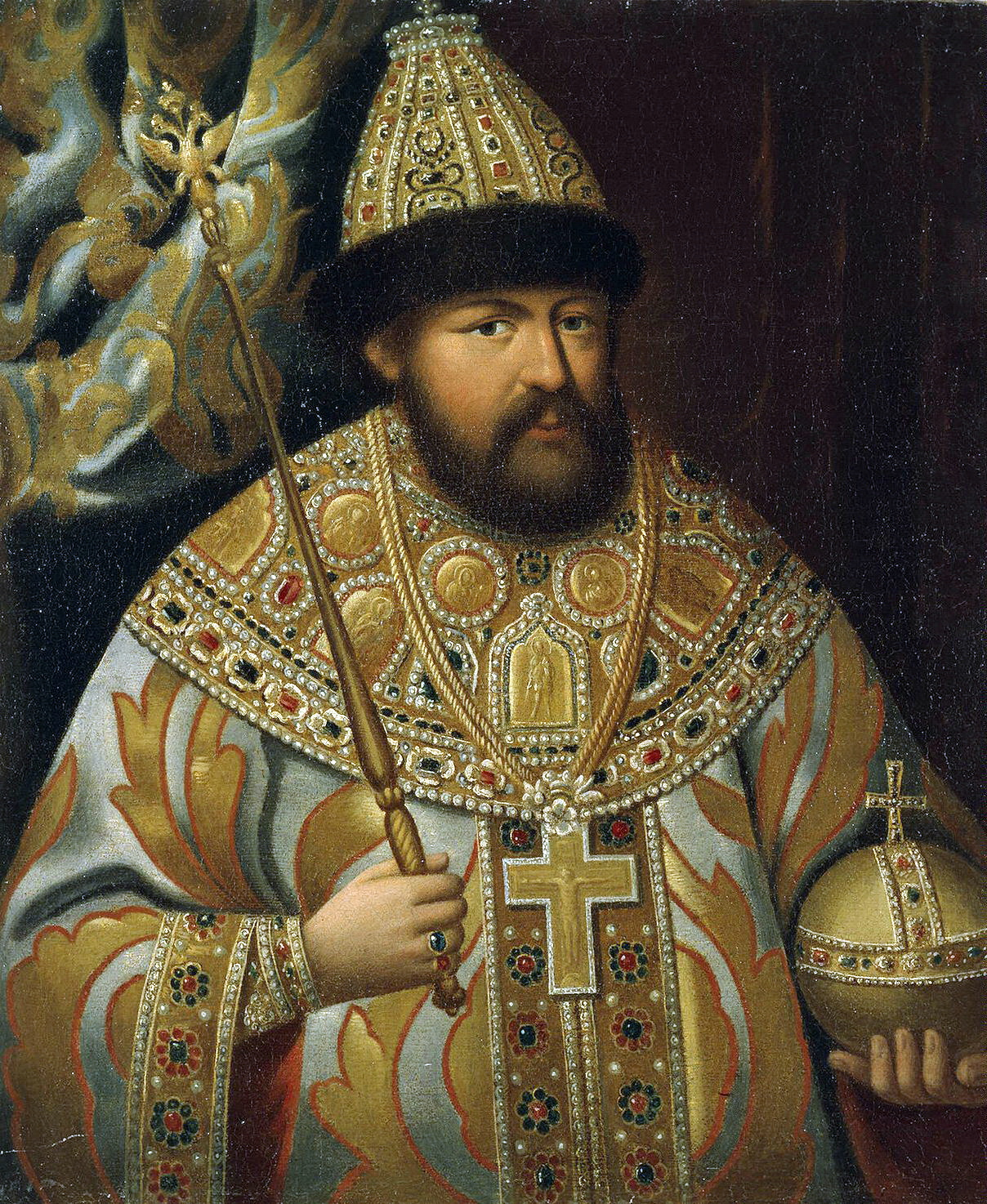
Alexei I. (* 1629)

- 1641: Johann Zahn, deutscher Optiker, Erfinder, Mathematiker und Autor
- 1664: Bernardo Maria Conti, italienischer Kardinal

### 18. Jahrhundert
- 1724: Friedrich Christoph Schmincke, deutscher Bibliothekar und Historiker
- 1728: Kirill Grigorjewitsch Rasumowski, ukrainischer Hetman und russischer General-Feldmarschall
- 1731: Ludwig Zöschinger, deutscher Geistlicher, Komponist und Organist
- 1735: Johann Karl August Musäus, deutscher Schriftsteller und Literaturkritiker
- 1746: Carlo Buonaparte, Vater von Napoleon Bonaparte
- 1747: Johann Wilhelm Häßler, deutscher Komponist und Organist
- 1754: Adam Joseph Onymus, deutscher katholischer Geistlicher und Hochschullehrer
- 1757: Carl Axel Arrhenius, schwedischer Artillerieoffizier, Amateurgeologe und Chemiker
- 1769: Friedrich Accum, deutscher Chemiker
- 1769: Nicolas Jean-de-Dieu Soult, französischer General, Marschall von Frankreich
- 1770: Johann Georg von Aretin, bayerischer Staatsbeamter, Jurist und Nationalökonom
- 1779: Christian Heinrich Zeller, deutscher Pädagoge und Kirchenliederdichter
- 1780: Johann Georg Bausback, deutscher Jurist
- 1780: Jørgen Jürgensen, dänischer Abenteurer
- 1787: Carl Sprengel, deutscher Agrarwissenschaftler
- 1788: Carlos María Isidro de Borbón, spanischer Prinz, Begründer der carlistischen Linie in der bourbonischen Thronfolge
- 1790: John Tyler, US-amerikanischer Politiker, Mitglied des Repräsentantenhauses, Gouverneur von Virginia, Senator, Vize- und Staatspräsident
- 1790: Carl Theodor Welcker, deutscher Gelehrter und Politiker, Mitglied der Frankfurter Nationalversammlung
- 1793: Louis Frédéric Berger, Schweizer evangelischer Geistlicher und Politiker
- 1799: Edward Smith-Stanley, 14. Earl of Derby, britischer Politiker, Minister, Premierminister

### 19. Jahrhundert

#### 1801–1850
- 1801: Georg Christian Friedrich Lisch, mecklenburgischer Altertumsforscher
- 1802: Moritz Rugendas, deutscher Maler
- 1804: Nehemiah Abbott, US-amerikanischer Rechtsanwalt und Politiker, Mitglied des US-Repräsentantenhauses für den Bundesstaat Maine
- 1804: Ludwig Clamor Marquart, deutscher Apotheker und Unternehmer
- 1807: Karoline Bauer, deutsche Schauspielerin
- 1811: Louise Dulcken, deutsche Pianistin und Komponistin
- 1811: José María San Martín y Ulloa, Präsident von El Salvador
- 1813: John Letcher, US-amerikanischer Rechtsanwalt und Politiker, Gouverneur und Mitglied des Repräsentantenhauses für Virginia
- 1816: Tshülthrim Gyatsho, 10. Dalai Lama
- 1816: Georg Sibbern, norwegischer Politiker und Diplomat
- 1819: Isaac Mayer Wise, US-amerikanischer Rabbiner
- 1821: Karl Knies, deutscher Ökonom
- 1822: Eduard Hallberger, deutscher Verlagsbuchhändler
- 1824: Ludwig Büchner, Bruder des deutschen Revolutionärs Georg Büchner
- 1824: Christoph Ludwig Goll, deutscher Orgelbauer
- 1826: Christian Almer, Schweizer Bergführer und Bergsteiger

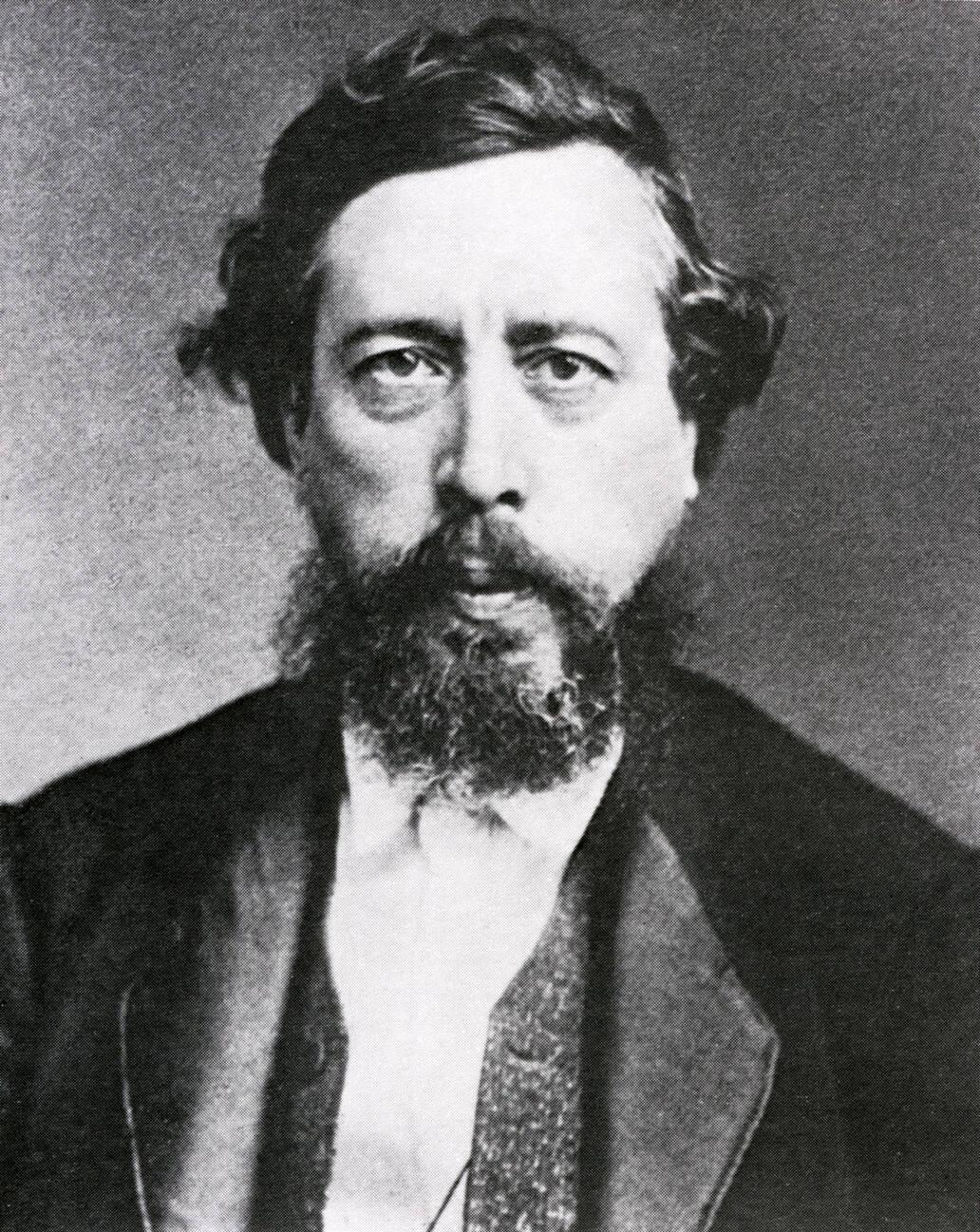
Wilhelm Liebknecht (* 1826)

- 1826: Wilhelm Liebknecht, deutscher Lehrer, Journalist, Redakteur und Politiker, Revolutionär, einer der Gründerväter der SPD, MdR
- 1827: Jean-Jules Clamageran, französischer Politiker
- 1829: Nabil-i-Akbar, iranischer Bahai
- 1830: Victor Müller, deutscher Maler
- 1832: Carl Haunold, österreichischer Maler und Librettist
- 1832: Julius Mařák, tschechisch-böhmischer Landschaftsmaler
- 1834: Girolamo Maria Gotti, italienischer Geistlicher und Kurienkardinal
- 1837: Jakub Husník, tschechischer Maler, Zeichenlehrer und Erfinder des verbesserten Lichtdruckes
- 1838: Louis Joseph André, französischer General und Kriegsminister
- 1840: Désiré André, französischer Mathematiker
- 1840: Carel Herman Aart van der Wijck, Generalgouverneur von Niederländisch-Indien
- 1842: Friedrich von Hellwald, österreichischer populärwissenschaftlicher Schriftsteller
- 1843: Karl Johann Brilmayer, katholischer Priester, Autor und Heimatkundler
- 1843: Paul Ferrier, französischer Librettist und Dramatiker
- 1843: Georg Treu, russisch-deutscher Klassischer Archäologe
- 1944: Hermann Roeren, deutscher Jurist und Reichstagsabgeordneter
- 1846: Otto Mayer, deutscher Jurist und Verwaltungsrechtswissenschaftler
- 1850: Hedwig Greve, deutsche Malerin
- 1850: Richard von Kaufmann, deutscher Nationalökonom

#### 1851–1900
- 1852: Anna Winistörfer-Ruepp, Schweizer Lehrerin, Zeitungsgründerin, Redakteurin und Frauenrechtlerin
- 1853: Hans Bußmeyer, deutscher Komponist
- 1853: Elihu Thomson, britisch-US-amerikanischer Elektrotechnikingenieur, Erfinder und Unternehmensgründer
- 1854: Max Oscar Arnold, deutscher Unternehmer und Politiker
- 1854: Friedrich Neelsen, deutscher Pathologe und Wissenschaftler
- 1855: Julius Bredt, deutscher Chemiker
- 1856: Carl Kopp, deutscher Zeichenlehrer und Amateurentomologe
- 1856: Otto Rub, deutscher Schauspieler und Historiker
- 1857: Eugen Hultzsch, deutscher Sprachforscher

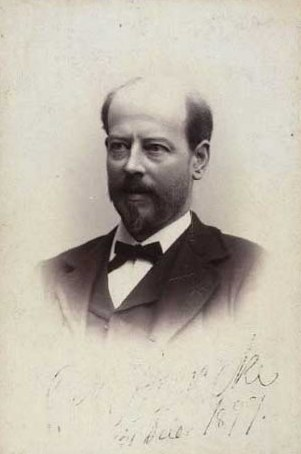
Carl Nicolai Starcke (* 1858)

- 1858: Carl Nikolai Starcke, dänischer Soziologe, Politiker, Pädagoge und Philosoph
- 1859: Eugen Oberhummer, deutscher Geograph
- 1860: Carl Hering, US-amerikanischer Ingenieur
- 1861: August Nattermann, deutscher Pharmakologe und Unternehmer
- 1862: Carl Busch, US-amerikanischer Komponist
- 1863: Georg von Ompteda, deutscher Schriftsteller und Übersetzer
- 1864: Henri Lutz, französischer Komponist
- 1864: Paul Ranson, französischer Designer und Maler des Symbolismus
- 1866: Fritz Arnheim, deutscher Historiker
- 1867: Cy Young, US-amerikanischer Baseballspieler
- 1868: Selwyn Edge, britischer Automobilrennfahrer
- 1868: Max Lange, deutscher Bildhauer, Maler, Zeichner und Radierer
- 1869: Edwin Lutyens, britischer Architekt
- 1870: Lao Genevra Simons, US-amerikanische Mathematikerin und Mathematikhistorikerin
- 1872: Alphonse Boog, französischer Komponist, Pädagoge und Historiker

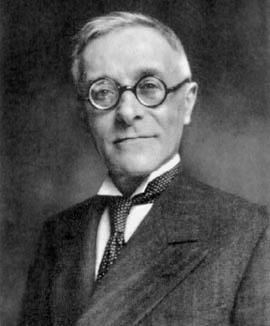
Tullio Levi-Civita (* 1873)

- 1873: Tullio Levi-Civita, italienischer Mathematiker
- 1874: Louise Henry Hoover, First Lady der Vereinigten Staaten
- 1876ː Elly Abeking, deutsche Malerin
- 1876: Ioannis Georgiadis, griechischer Fechter
- 1876: Max von Prittwitz und Gaffron, deutscher Generalmajor
- 1876: Paul Schiemann, deutschbaltischer Politiker
- 1876: Friedrich Adolf Traun, deutscher Leichtathlet, Olympiasieger
- 1877: Reginald Goss-Custard, englischer Organist und Komponist
- 1877: Alois Kayser, deutscher Missionar auf Nauru
- 1878: Albert Von Tilzer, US-amerikanischer Musikproduzent
- 1879: Alan Gardiner, britischer Ägyptologe
- 1880: Walter Edward Guinness, britisch-irischer Politiker und Brauereiunternehmer
- 1880: Eduard Hütter, österreichischer Architekt und Bühnenbildner
- 1880: Rosina Lhévinne, russisch-US-amerikanische Pianistin
- 1881: Alexander Moritz Frey, deutscher Schriftsteller
- 1883: Memduh Şevket Esendal, türkischer Schriftsteller und Diplomat
- 1883: Riku Korhonen, finnischer Turner
- 1884: Edward Archibald, kanadischer Stabhochspringer
- 1885: Martha Arendsee, deutsche Politikerin und Frauenrechtlerin
- 1885: Margot Claussen, deutsche Malerin
- 1885: Dezső Kosztolányi, ungarischer Schriftsteller und Dichter
- 1886: Gustaf Bengtsson, schwedischer Komponist
- 1886: Luise Harkort, deutsche Keramikerin

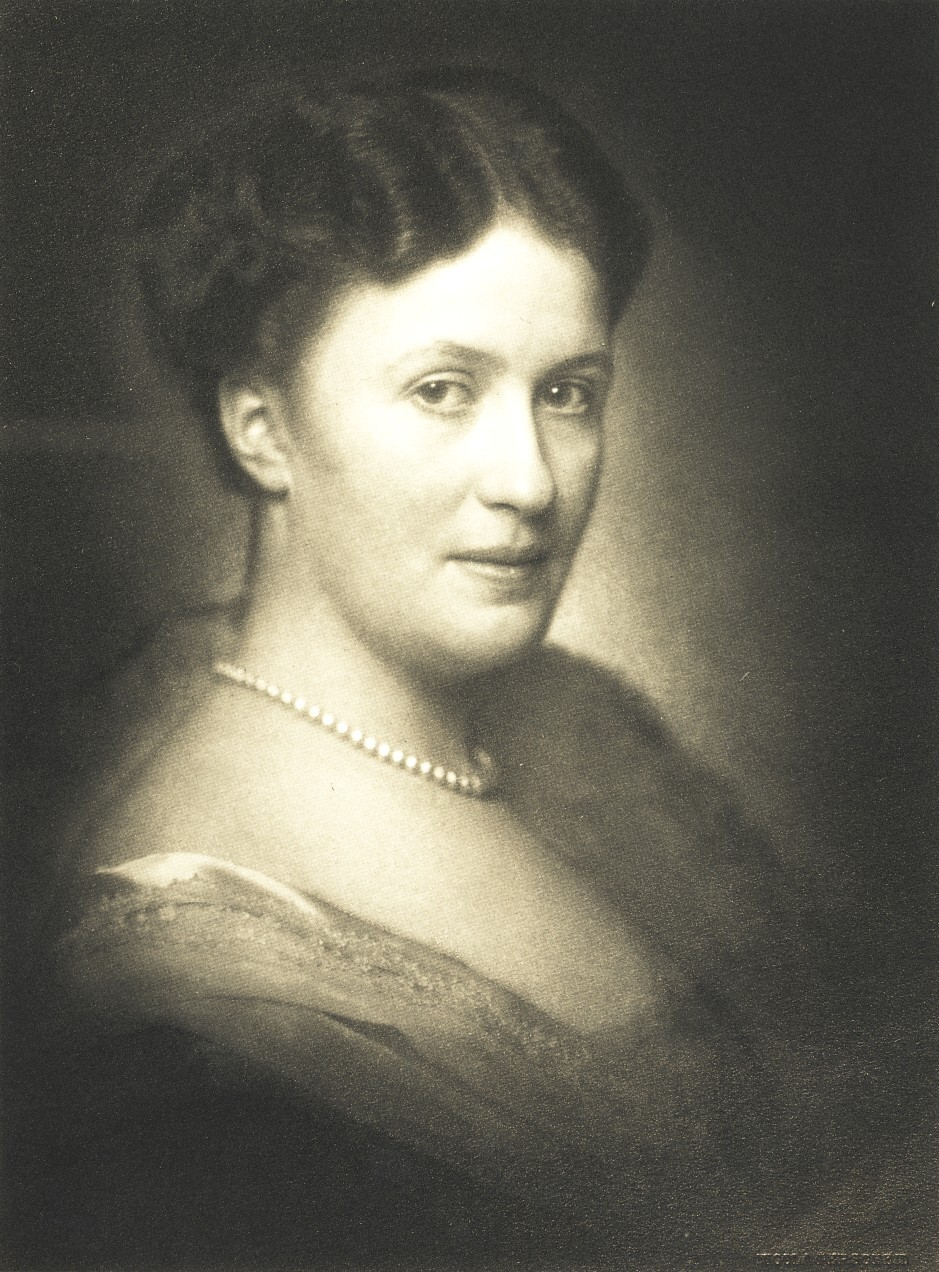
Bertha Krupp von Bohlen und Halbach (* 1886)

- 1886: Bertha Krupp von Bohlen und Halbach, Inhaberin des Krupp-Konzerns
- 1886: Siegmund Weltlinger, Politiker (CDU) und Vorsitzender der Gesellschaft für Christlich-Jüdische Zusammenarbeit
- 1887: Ernst Aebersold, Schweizer Politiker
- 1887: Oscar Kambly, Schweizer Unternehmer und Zuckerbäcker
- 1887: Phraya Phahon Phonphayuhasena, Premierminister von Thailand
- 1887: Alexei Wassiljewitsch Schubnikow, russischer Kristallograph und Mathematiker
- 1888ː Betty Heimann, deutsche Indologin, NS-Vertriebene
- 1889: Warner Baxter, US-amerikanischer Schauspieler
- 1890: Harold Spencer Jones, britischer Astronom
- 1891: Yvan Goll, deutsch-französischer Schriftsteller und Dichter des Expressionismus und des Surrealismus
- 1891: Alfred Neubauer, deutscher Rennleiter des Mercedes-Grand-Prix-Teams
- 1891: Aimé Nezeloff, französischer Autorennfahrer
- 1891: Erich Schott, deutscher Unternehmer
- 1892: József Mindszenty, ungarischer Erzbischof von Esztergom-Budapest, Primas von Ungarn und Kardinal, Symbol des Widerstandes gegen den Kommunismus
- 1893: Amílcar Barbuy, italienisch-brasilianischer Fußballspieler und -trainer
- 1893: Erich Stahl, deutscher General
- 1894: Georg Kuhlmeyer, deutscher Dichter
- 1894: Franz Planer, österreichischer Kameramann
- 1895: Ernst Jünger, deutscher Schriftsteller
- 1895: Théodore Ribail, französischer Autorennfahrer
- 1896: Karl Abetz, deutscher Forstwissenschaftler und Hochschullehrer
- 1896: Wilhelm Ackermann, deutscher Mathematiker
- 1896: Philipp Meyer, deutscher Politiker
- 1898: Fritz Bache, deutscher Fußballspieler
- 1898: Cecil Lewis, britischer Pilot und Schriftsteller
- 1899: Lawrenti Beria, georgischer Politiker in der UdSSR und sowjetischer Geheimdienstchef
- 1900: Edmund Aigner, österreichischer Politiker
- 1900: Bill Aston, britischer Autorennfahrer
- 1900: Charles Sutherland Elton, britischer Ökologe und Zoologe
- 1900: Otto Kaufmann, deutscher Heimatforscher
- 1900: Roman Lampl, deutscher Politiker
- 1900: John McEwen, australischer Politiker, Premierminister
- 1900: Werner Wachsmuth, deutscher Chirurg, Sanitätsoffizier und Hochschullehrer
- 1900: Johannes Winckelmann, deutscher Jurist

### 20. Jahrhundert

#### 1901–1925
- 1901: Sidney Arodin, US-amerikanischer Jazz-Klarinettist und Komponist
- 1901: Fritz Pümpin, Schweizer Maler
- 1902: Ludwig Anschütz, deutscher Schauspieler und Hörspielsprecher
- 1902: Marcel Aymé, französischer Erzähler und Dramatiker
- 1902: Martin Frič, tschechischer Filmregisseur
- 1902: Don Miller, US-amerikanischer Jurist, American-Football-Spieler und -Trainer
- 1902: William Walton, britischer Komponist und Dirigent
- 1903: Karl Andersen, norwegischer Cellist und Komponist
- 1903: Paul Kohner, österreichisch-US-amerikanischer Filmproduzent
- 1903: Eduard Wahl, deutscher Politiker
- 1904: Josef Brinkmann, deutscher Schmied, Amateurornithologe und Vogelfotograf
- 1905: Philip Ahn, US-amerikanischer Schauspieler
- 1905: Hans Georg Amsel, deutscher Entomologe
- 1905: Jenő Rejtő, ungarischer Schriftsteller
- 1906: Peter Janssen, deutscher Maler
- 1906: Roman Schramseis, österreichischer Fußballspieler
- 1907: Josef Effertz, deutscher Politiker
- 1907: Elizabeth Thomas, US-amerikanische Ägyptologin
- 1908: Ernő Grünbaum, siebenbürgischer Maler des Kubismus und Expressionismus
- 1908: Sigfried Uiberreither, deutscher Nationalsozialist, Kriegsverbrecher
- 1908: Egon Wagenknecht, deutscher Forstwissenschaftler
- 1908: Bob Weighton, britischer Altersrekordler
- 1909: Hanada Kiyoteru, japanischer Literaturkritiker
- 1910: Richard Müller-Lampertz, deutscher Dirigent, Pianist und Komponist
- 1910: Rudolf Tesmann, SS-Obersturmbannführer
- 1911: Paul Buck, deutscher Klavierpädagoge

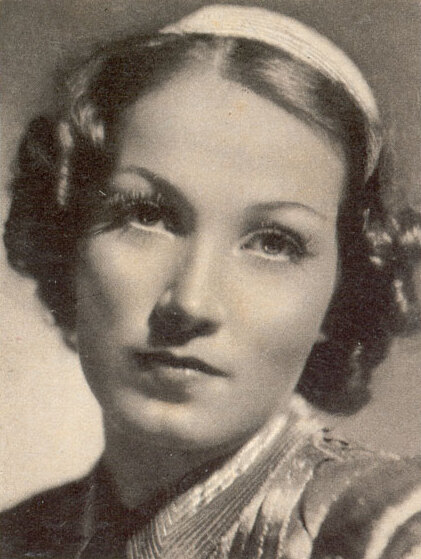
Brigitte Horney (* 1911)

- 1911: Brigitte Horney, deutsche Schauspielerin

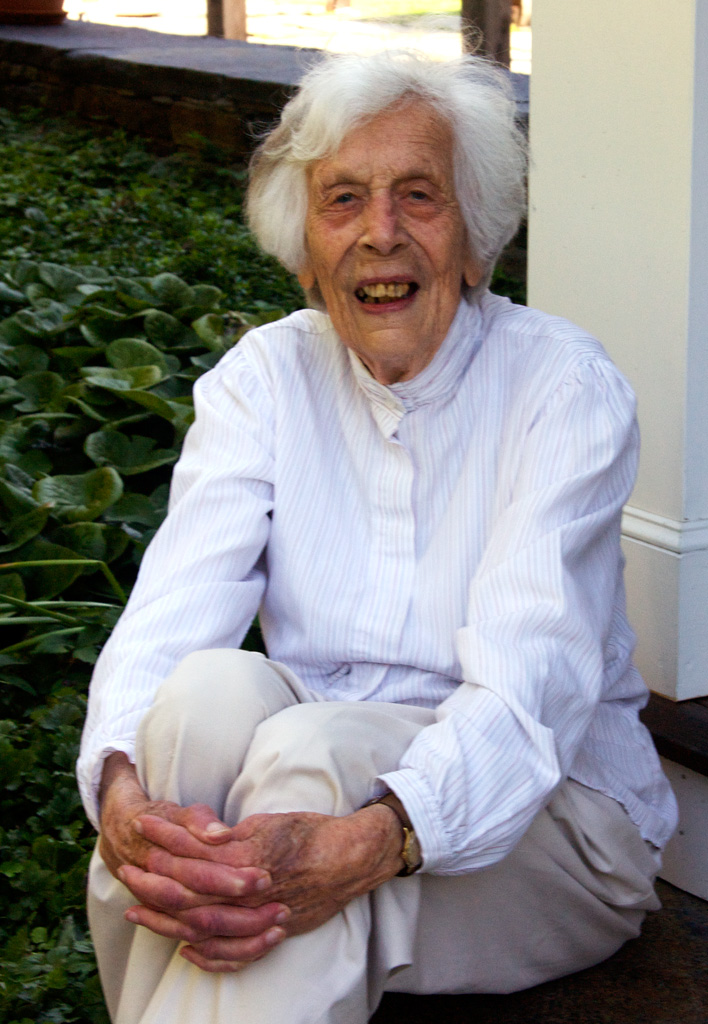
Freya von Moltke (* 1911)

- 1911: Freya von Moltke, Widerstandskämpferin gegen den Nationalsozialismus
- 1912: Ernst von Delius, deutscher Automobilrennfahrer
- 1912: Hanna Reitsch, deutsche Fliegerin
- 1914: Günter Hellwing deutscher Politiker und Polizist, Kriegsverbrecher
- 1914: Murkel Charlotte Schuberth, deutsche Malerin
- 1915: Denton Welch, britischer Maler und Schriftsteller
- 1915: Gustav Wendelberger, österreichischer Botaniker und Hochschulprofessor
- 1916: Jack Asher, britischer Kameramann
- 1916ː Ursula Goetze, deutsche Widerstandskämpferin gegen den und Opfer des Nationalsozialismus
- 1916: Friedrich Grade, deutscher Ingenieur und Marineoffizier

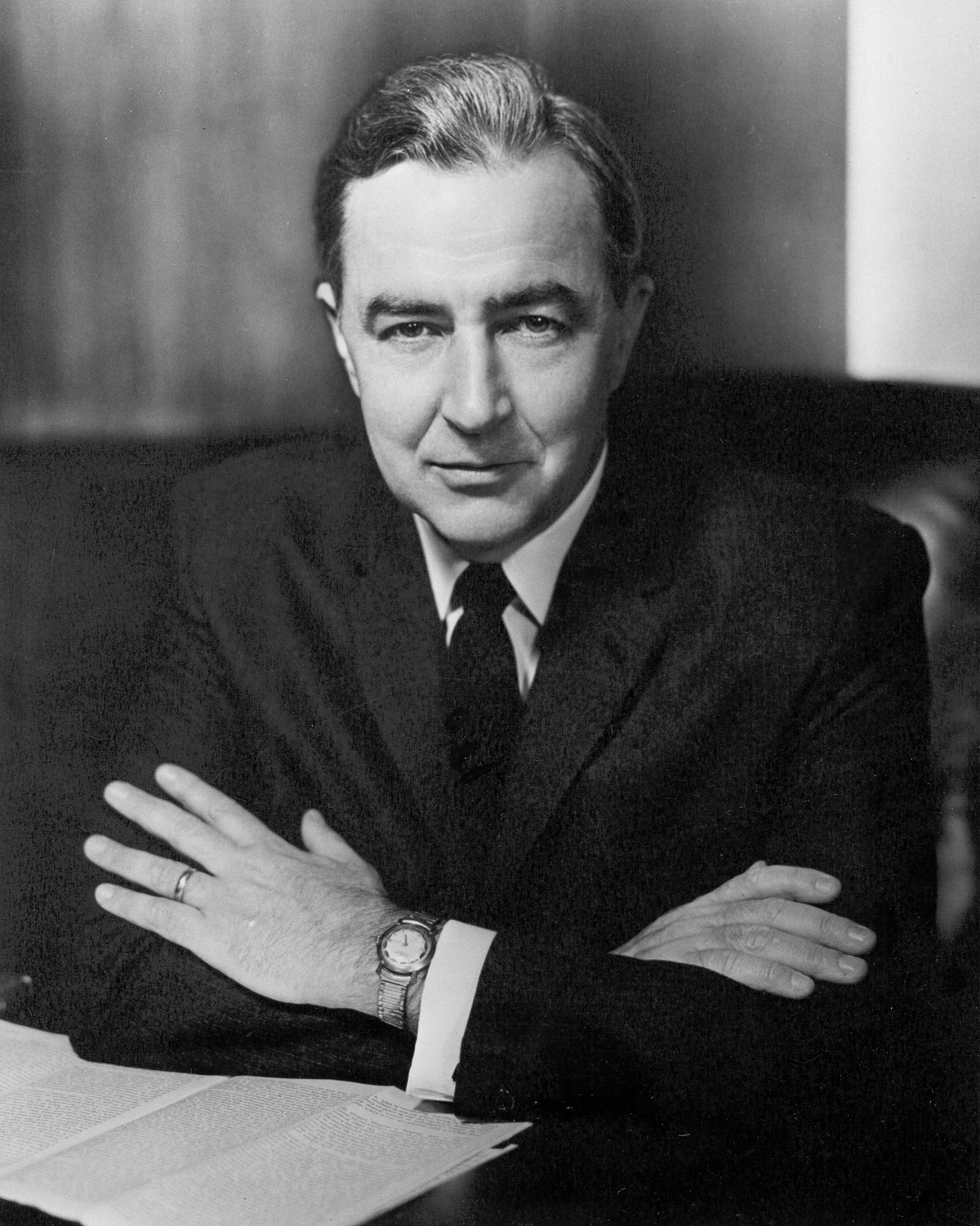
Eugene Joseph McCarthy (* 1916)

- 1916: Eugene McCarthy, US-amerikanischer Politiker
- 1918: Pearl Bailey, US-amerikanische Schauspielerin und Sängerin
- 1918: Friedelind Wagner, deutsche Schriftstellerin und Opernregisseurin
- 1918: Sam Walton, US-amerikanischer Unternehmer
- 1919: Anne Ancelin Schützenberger, französische Psychotherapeutin, Psychologin und Lehrstuhlinhaberin
- 1919: Eileen Heckart, US-amerikanische Schauspielerin
- 1919: Robert Lowry, US-amerikanischer Herausgeber
- 1922: Fritz Swoboda, österreichischer Waffen-SS-Angehöriger und Kriegsverbrecher
- 1923: Geoff Duke, britischer Motorradrennfahrer
- 1923: Jack D. Dunitz, britischer Chemiker
- 1923: Hans Heinz Hahnl, österreichischer Journalist, Schriftsteller und Publizist
- 1925ː Françoise Choay, französische Architekturhistorikerin und Denkmalpflegerin
- 1925: Hans Plank, österreichischer Künstler

#### 1926–1950

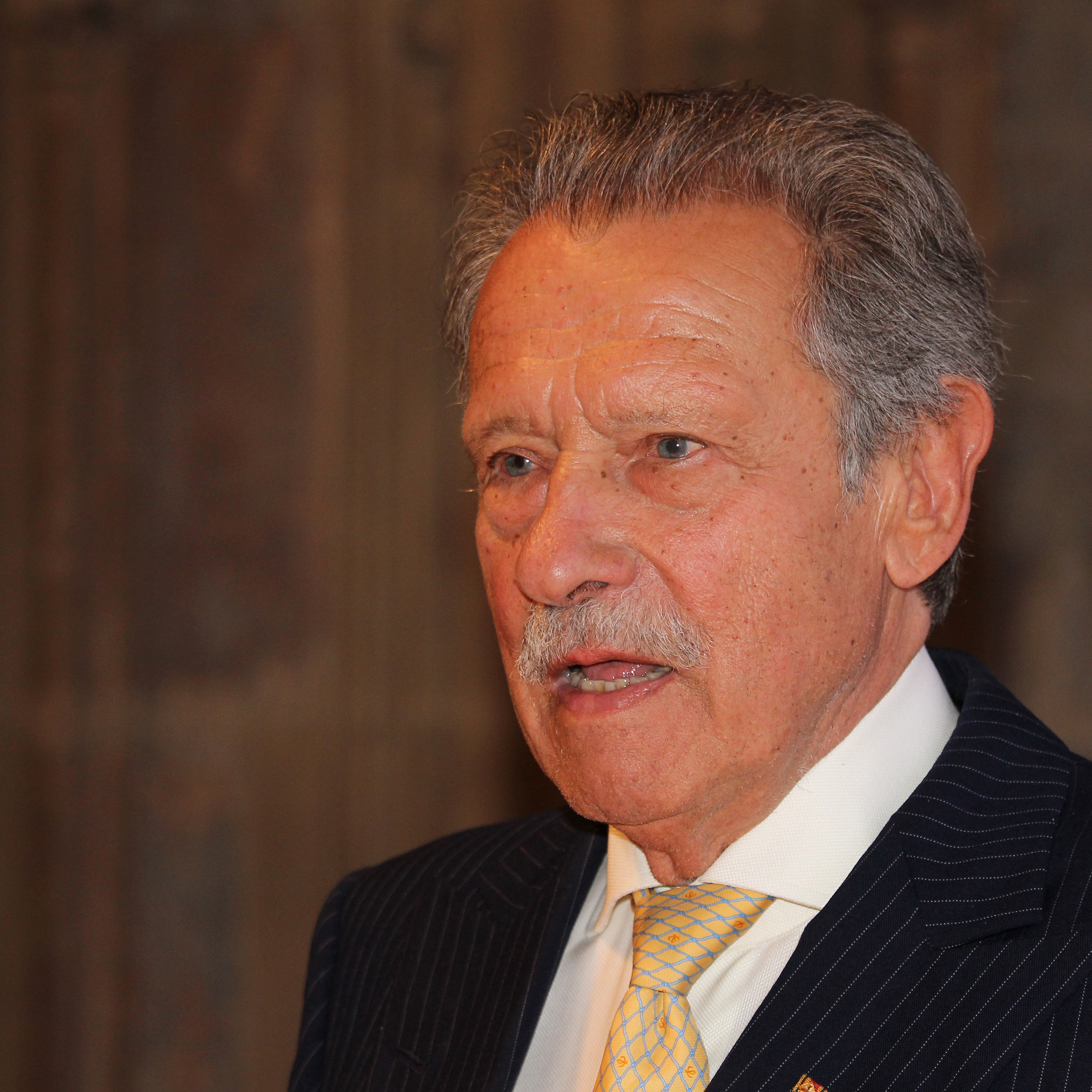
Alfred Neven DuMont (* 1927)

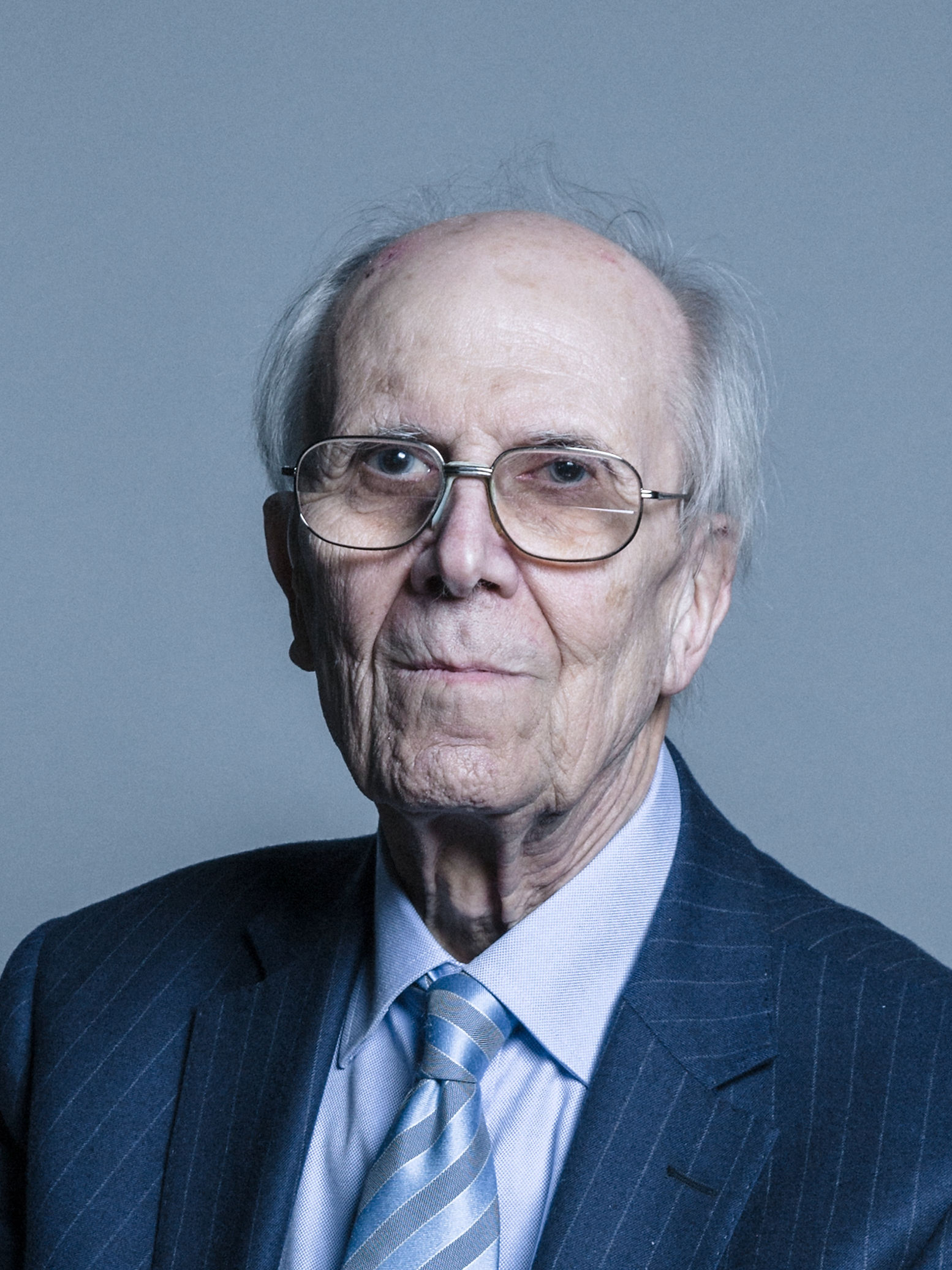
Norman Tebbit (* 1931)

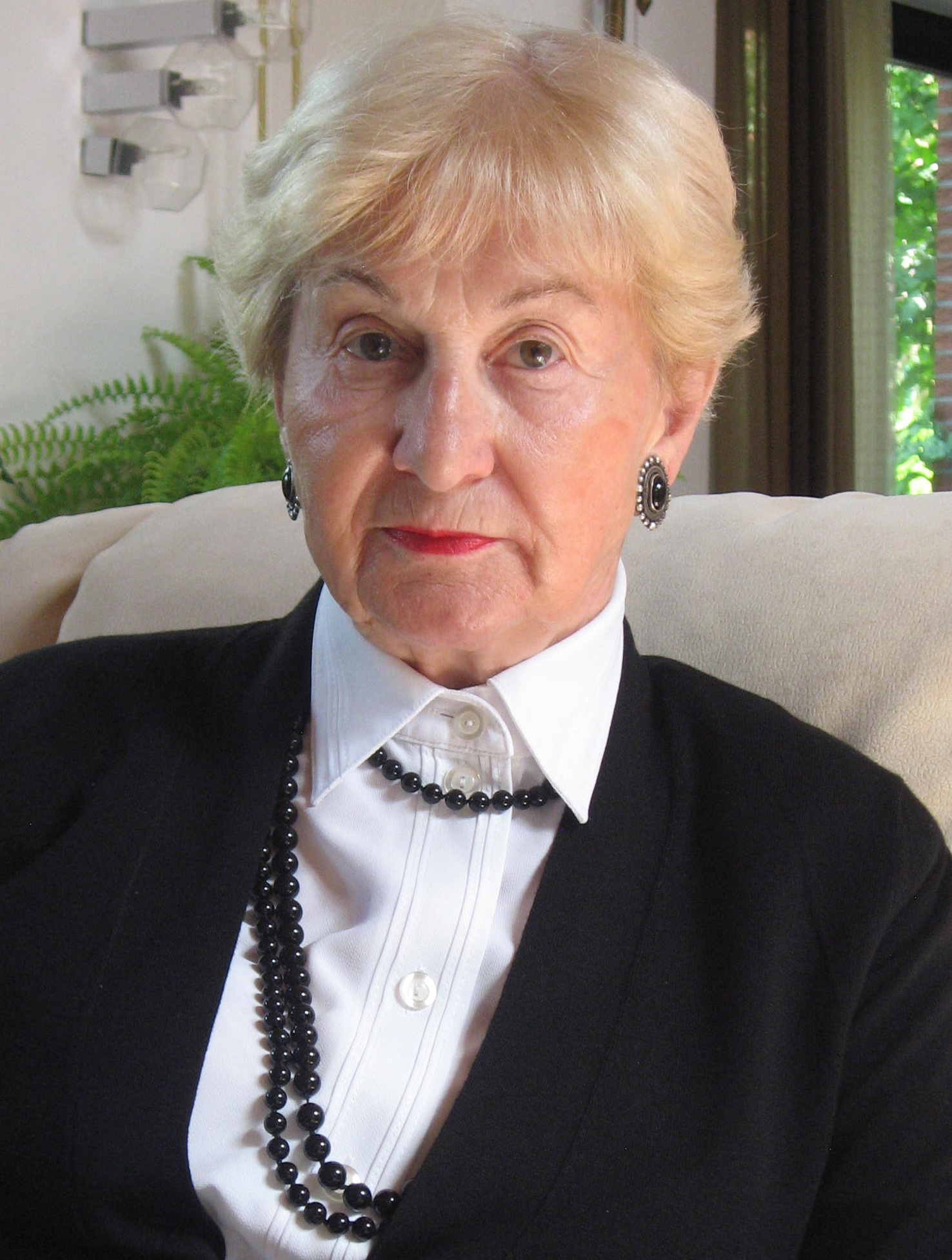
Rosemarie Nave-Herz (* 1935)

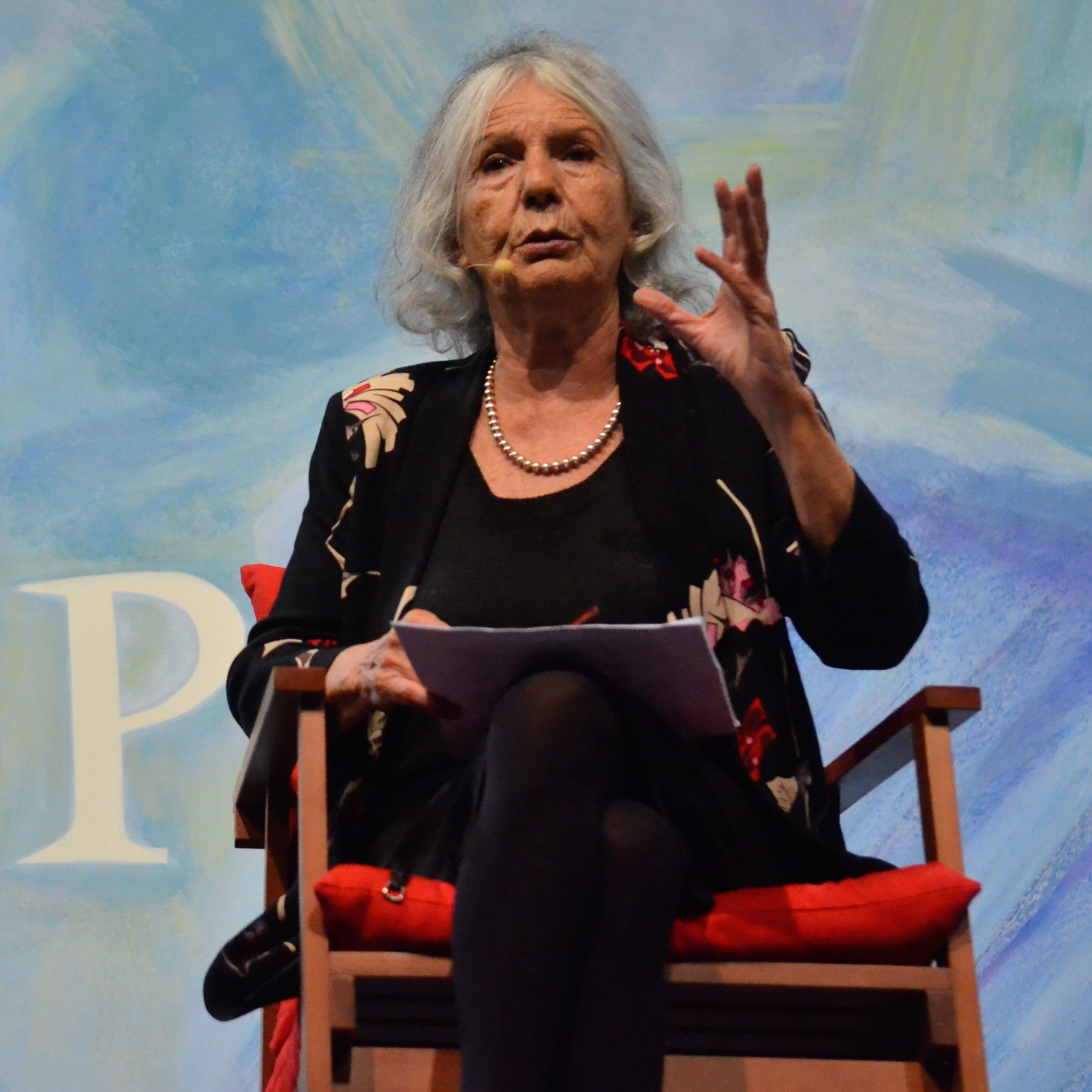
Beatriz Sarlo 2015 (* 1942)

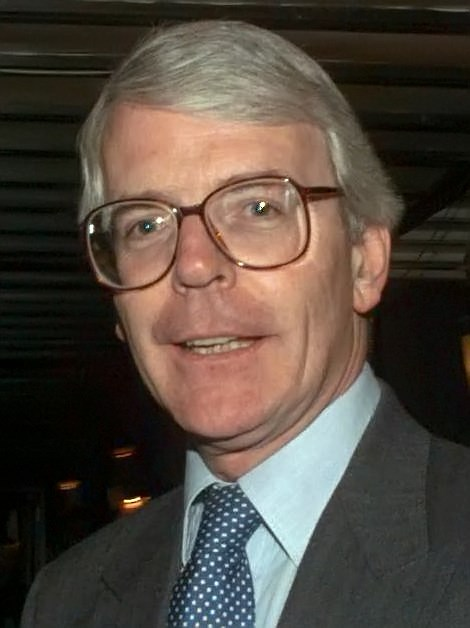
John Major (* 1943)

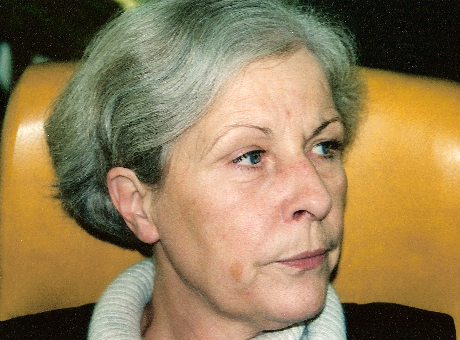
Gerda Viecenz (* 1944)

- 1926: Rudolf Eberle, deutscher Volkswirt und Politiker
- 1926: Bruce Jennings, US-amerikanischer Automobilrennfahrer
- 1927: Peter Ax, deutscher Zoologe
- 1927: Martin Fleischmann, US-amerikanischer Chemiker
- 1927: John McLaughlin, US-amerikanischer Fernsehmoderator
- 1927: Alfred Neven DuMont, deutscher Verleger
- 1927: John Robert Vane, britischer Biochemiker
- 1929: Hans Elsässer, deutscher Astronom
- 1929: Richard Lewontin, US-amerikanischer Evolutionsbiologe und Genetiker
- 1929: Lennart Meri, estnischer Staatspräsident und Historiker, Regisseur und Schriftsteller
- 1929: Gotthard Richter, deutscher Bildhauer und Maler
- 1929: Gerhard A. Ritter, deutscher Historiker
- 1930: Niels Clausnitzer, deutscher Schauspieler
- 1930: Anerood Jugnauth, mauritischer Präsident
- 1930: Wolfgang Saschowa, deutscher Pianist und Musikwissenschaftler
- 1930: Herta Staal, österreichische Schauspielerin und Sängerin
- 1931: Alexei Alexandrowitsch Gubarew, sowjetischer Kosmonaut
- 1931: Norman Tebbit, britischer Politiker
- 1932: Gerd Baltus, deutscher Schauspieler
- 1933: Bruno Basini, französischer Autorennfahrer
- 1933: Hermann von Berg, deutscher Publizist und Geheimdiplomat der DDR
- 1933: Samora Machel, mosambikanischer Präsident
- 1935: Sandra Harding, US-amerikanische Philosophin und Wissenschaftskritikerin
- 1935: Alfred Hertel, österreichischer Musiker, Oboist
- 1935: Renate Holland-Moritz, deutsche Schriftstellerin und Journalistin
- 1935: Hans-Ulrich Klose, deutscher Politiker, MdL
- 1935: Ursula Mauch, Schweizer Politikerin
- 1935: Rosemarie Nave-Herz, deutsche Soziologin
- 1935: Wolfgang Uhlmann, deutscher Schachmeister
- 1936: Andree Anderson, US-amerikanische Eiskunstläuferin
- 1936: Renato Arlati, Schweizer Schriftsteller
- 1936: Richard Rodney Bennett, britischer Komponist und Pianist
- 1936: Mogens Camre, dänischer Politiker, Europaabgeordneter
- 1936: Danny Marino, italienischer Liedtexter, Chanson- und Schlagersänger
- 1936: Horst Podlasly, deutscher Fußballtorhüter
- 1937: Bruno Mora, italienischer Fußballspieler
- 1938: Peter Kimmel, deutscher Jurist
- 1938: Klaus-Dieter Schotte, deutscher Physiker
- 1939: Éva Garam, ungarische Archäologin
- 1939: Terence Hill, italienischer Schauspieler
- 1939: Hanumant Singh, indischer Cricketspieler
- 1940: Heinz Ludwig Arnold, deutscher Publizist
- 1940: Eden Kane, britischer Sänger
- 1940: Octavian Nemescu, rumänischer Komponist
- 1940: Godfrey Reggio, US-amerikanischer Regisseur
- 1941: Renato Corsetti, italienischer Sprachwissenschaftler, Vorsitzender des Esperanto-Weltbundes (UEA)
- 1941: Peter Sadler, britischer Autorennfahrer
- 1941: Bruno Simma, deutscher Völkerrechtler
- 1941: Joseph Hooton Taylor jr., US-amerikanischer Astrophysiker, Nobelpreisträger
- 1942: Jorge Enrique Jiménez Carvajal, kolumbianischer Kardinal, Erzbischof von Cartagena
- 1942ː Beatriz Sarlo, argentinische Journalistin
- 1943: Chad Allan, kanadischer Rockmusiker
- 1943: Eric Idle, britischer Schauspieler und Filmproduzent, Regisseur, Komponist und Buchautor
- 1943: John Major, britischer Politiker und Premierminister, Außenminister, Schatzkanzler
- 1943: Marta Ptaszyńska, polnische Komponistin und Musikpädagogin
- 1943: Vangelis, griechischer Musiker und Komponist
- 1944: Nana Addo Dankwa Akufo-Addo, ghanaischer Rechtsanwalt und Politiker
- 1944: Terry Jacks, kanadischer Musiker
- 1944: Gerda Viecenz, deutsche Politikerin
- 1945: Walt Frazier, US-amerikanischer Basketballspieler
- 1945: Karl Rainer Kilches, deutscher Jurist
- 1946: Claus Bury, deutscher Bildhauer
- 1946: Wolfgang Drexler, deutscher Politiker, MdL
- 1946: Blaine Nye, US-amerikanischer American-Football-Spieler und Unternehmer
- 1946: Walter Pfeiffer, Schweizer Grafiker und Fotograf
- 1947: Patricia Anthony, US-amerikanische Autorin
- 1947: Michael Bauer, deutscher Journalist
- 1947: Inge Bödding, deutsche Leichtathletin, Olympiamedaillengewinnerin
- 1947: Bobby Kimball, US-amerikanischer Musiker
- 1947: Karin Rätzel, deutsche Kommunalpolitikerin
- 1947: Alexander Stepanowitsch Wiktorenko, sowjetischer Kosmonaut
- 1948: Anne-Karin, deutsche Schlagersängerin

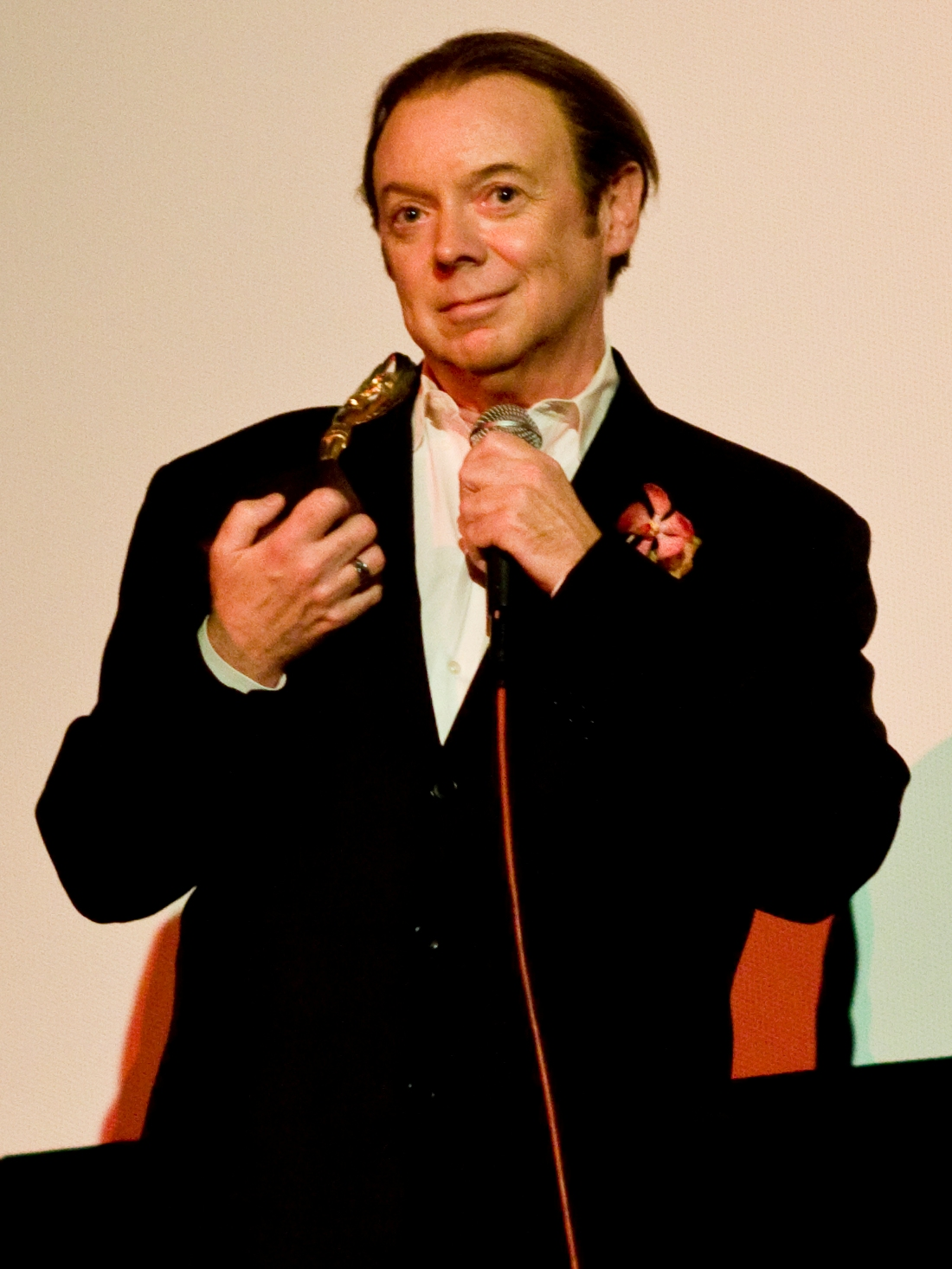
Bud Cort (* 1948)

- 1948: Bud Cort, US-amerikanischer Schauspieler
- 1948: Johnny Dowd, US-amerikanischer Alternative-Country-Musiker
- 1948: Joachim Stünker, deutscher Politiker
- 1949: Kayahan Açar, türkischer Sänger, Komponist und Liedtexter
- 1949: Michael Brecker, US-amerikanischer Tenorsaxophonist
- 1949: Christoph Leitl, österreichischer Unternehmer und Politiker
- 1949: Pauline Marois, kanadische Politikerin
- 1949: Johann Mayrhofer, österreichischer Handbikesportler
- 1949: Jakob Schwimmer, deutscher Politiker, MdL
- 1949: Hugo Stamm, Journalist und Autor
- 1949: Yuri Stern, israelischer Politiker
- 1950: Werner Fischer, deutscher Bürgerrechtler
- 1950: Mory Kanté, guineischer Griot-Musiker
- 1950: Hans-Jürgen Misselwitz, deutscher Politiker

#### 1951–1975
- 1951: Hardy Åström, schwedischer Eishockeytorwart
- 1951: Klaus Bachler, österreichischer Schauspieler
- 1951: Klaus Herzog, deutscher Bürgermeister
- 1951: Karl-Heinz Lotze, deutscher Physiker, Physikdidaktiker sowie Schul- und Hochschullehrer
- 1951: Vreni Müller-Hemmi, Schweizer Politikerin

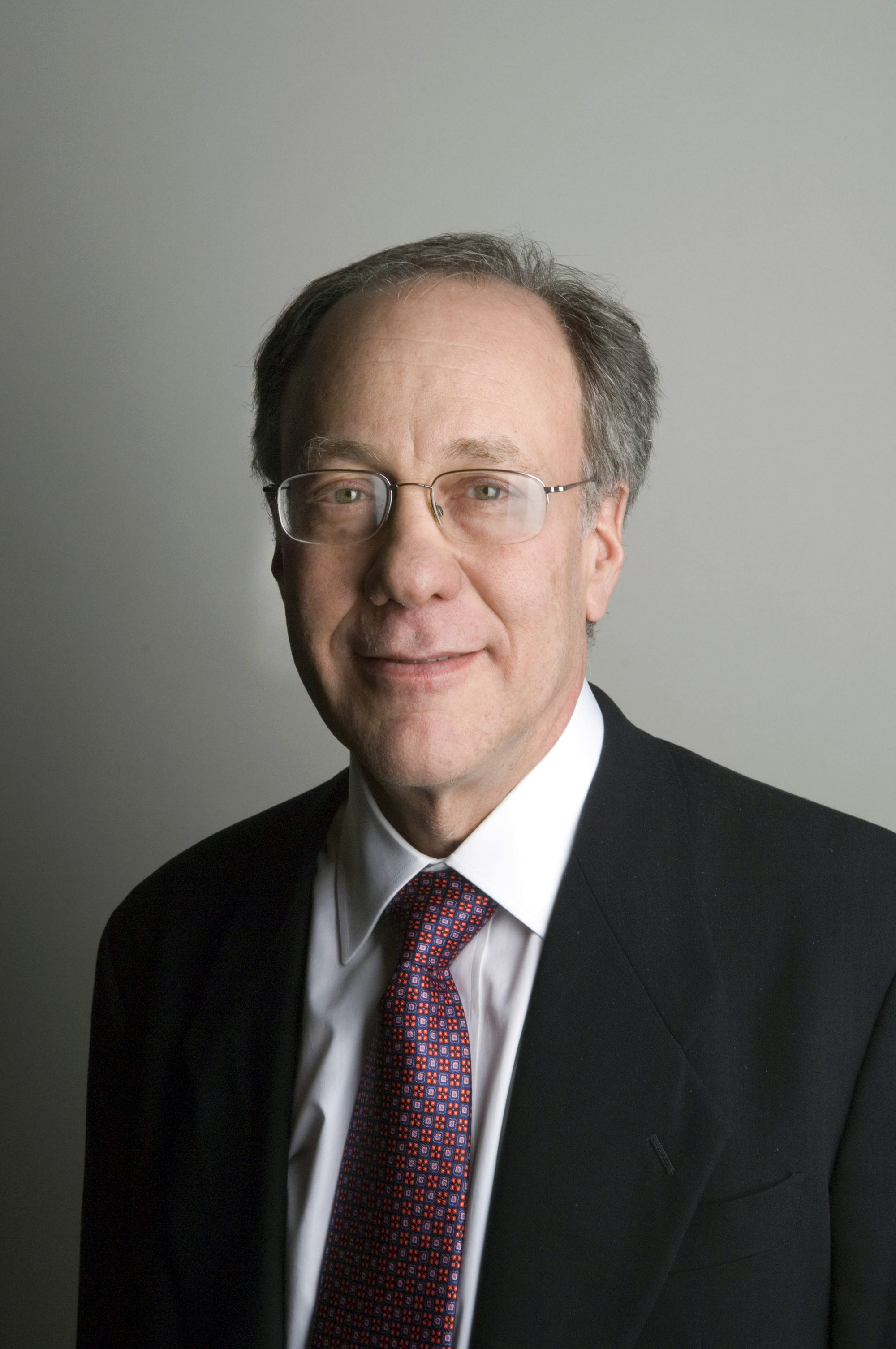
Roger Bruce Myerson (* 1951)

- 1951: Roger B. Myerson, US-amerikanischer Ökonom
- 1951: Hans-Wilhelm Steinfeld, norwegischer Journalist und Historiker
- 1951: Lydia Tews, deutsche Krimiautorin
- 1952: Rainer Bonhof, deutscher Fußballspieler
- 1952: Teófilo Stevenson, kubanischer Boxer
- 1952: Bola Tinubu, nigerianischer Politiker, Staatspräsident
- 1953: Christel Agrikola, deutsche Ruderin
- 1953: David Attard, maltesischer Jurist
- 1953: Jørgen Emborg, dänischer Jazzpianist und -komponist
- 1953: Fritz Hauser, Schweizer Musiker
- 1953: Georg Klein, deutscher Schriftsteller
- 1953: Rudi Lochner, deutscher Bobfahrer, Weltmeister und Sportlehrer
- 1953: Eberhard Schockenhoff, deutscher Professor für Moraltheologie in Freiburg
- 1953: Hans-Eckart Eckhardt, deutscher Schauspieler
- 1953: Margit Weihnert, sächsische Politikerin und Diplomagrarpädagogin
- 1954: Maritta Böttcher, deutsche Politikerin
- 1954: Chip Robinson, US-amerikanischer Autorennfahrer
- 1954: Helen Volk, simbabwische Hockey- und Softballspielerin
- 1955: Earl Campbell, US-amerikanischer American-Football-Spieler
- 1955: Brendan Gleeson, irischer Schauspieler
- 1955: Rolf Lassgård, schwedischer Schauspieler
- 1955: Christopher Lawford, US-amerikanischer Schauspieler

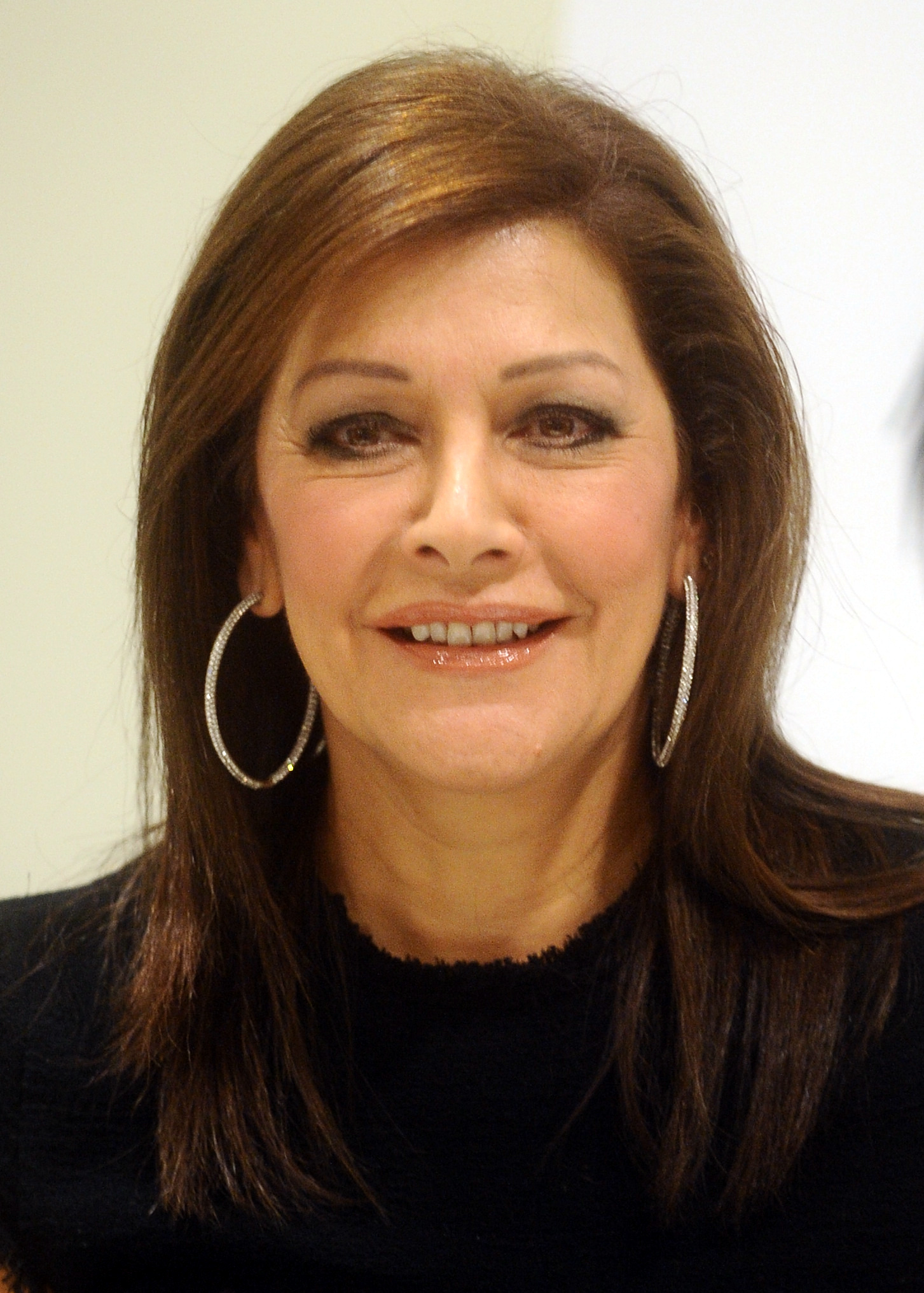
Marina Sirtis (* 1955)

- 1955: Marina Sirtis, britische Schauspielerin
- 1956: Kuno Hämisegger, Schweizer Ökonom und Bankier
- 1956: Dick Jol, niederländischer Fußballschiedsrichter
- 1956: Kurt Thomas, US-amerikanischer Turnweltmeister
- 1957: Christopher Lambert, US-amerikanischer Schauspieler
- 1957: Helmut Zerlett, deutscher Musiker, Komponist und Produzent
- 1958: Kostas Akrivos, griechischer Schriftsteller, Herausgeber von Anthologien und Lehrer
- 1958: Marliese Arold, deutsche Kinder- und Jugendbuchautorin
- 1958: Denise, deutsche Sängerin, Texterin und Gitarristin
- 1958: Matthias Hüppi, Schweizer Moderator
- 1959: Johnny Allen, US-amerikanischer Baseballspieler
- 1959: Perry Farrell, US-amerikanischer Rockmusiker
- 1960: Chano Domínguez, spanischer Jazzpianist
- 1960: Roland Merten, deutscher Politiker und Hochschullehrer
- 1961: Matt Letley, britischer Schlagzeuger
- 1961: Michael Winterbottom, britischer Filmregisseur
- 1962: Birgit Süß, deutsche Turnerin
- 1963: Bernadette Constantin, französische Fußballspielerin
- 1963: Elmar Goerden, deutscher Theaterregisseur
- 1963: Dirk Niebel, deutscher Politiker
- 1964: Stefan Benz, deutscher Chirurg und Onkologe
- 1964: Irina Markowna Bussygina, sowjetische bzw. russische Ökonomin, Politikwissenschaftlerin und Hochschullehrerin
- 1964: Sylvia Bambala Chalikosa, sambische Politikerin
- 1964: Alberto Di Chiara, italienischer Fußballspieler
- 1964: Catherine Cortez Masto, US-amerikanische Politikerin
- 1964: Frank Fröhlich, deutscher Akustik-Gitarrist, Komponist und Verleger
- 1964: Michael Herzberg, deutscher Schachkomponist
- 1964: Klaus Just, deutscher Leichtathlet

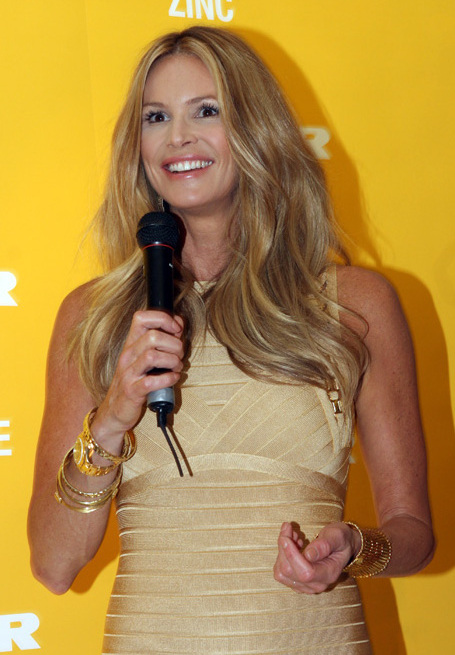
Elle Macpherson (* 1964)

- 1964: Elle Macpherson, australisches Fotomodell und Schauspielerin
- 1964: Roberto Mazzoleni, italienischer Leichtathlet
- 1964: Christoph Müller-Meinhard, deutscher Konteradmiral
- 1964: Andreas Obering, deutscher Comedian und Schauspieler
- 1964: Christian Offergeld, deutscher Mediziner und Hochschullehrer
- 1964: Helmut von Soosten, deutscher Volleyballtrainer
- 1964: Uwe Trommer, deutscher Fußballspieler und -trainer
- 1964: Jörg Weimann, deutscher Anästhesist und Intensivmediziner
- 1965: Kai Ambos, deutscher Rechtswissenschaftler
- 1965: Darius Juozas Mockus, litauischer Unternehmer und Ökonom
- 1965: Paraskevi Patoulidou, griechische Leichtathletin, Olympiasiegerin
- 1965: William Oefelein, US-amerikanischer Astronaut
- 1965: Lara Wendel, US-amerikanische Schauspielerin
- 1966: Krassimir Balakow, bulgarischer Fußballspieler
- 1966: Mirco Gennari, san-marinesischer Fußballspieler
- 1966: Bernardino González Vázquez, spanischer Fußballschiedsrichter
- 1966: Sigrid Kirchmann, österreichische Leichtathletin
- 1966: Carsten Stawitzki, deutscher Admiral
- 1966: Eric Walz, deutscher Schriftsteller

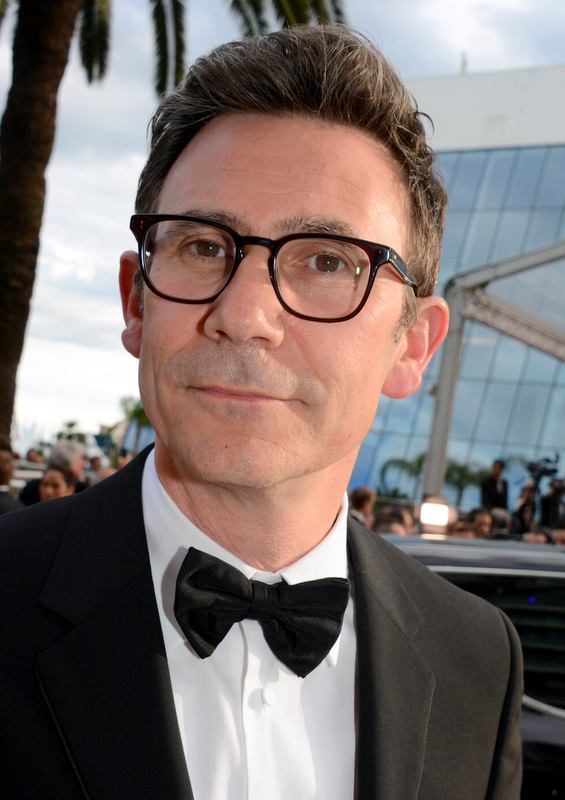
Michel Hazanavicius (* 1967)

- 1967: Michel Hazanavicius, französischer Regisseur und Drehbuchautor
- 1967: John Popper, US-amerikanischer Bluesmusiker
- 1968: Dorthe Andersen, dänische Sängerin und TV-Moderatorin
- 1968: Ulrich Kelber, deutscher Politiker
- 1968: Lucy Lawless, neuseeländische Schauspielerin
- 1968: Miloš Vaník, deutsch-tschechischer Eishockeyspieler
- 1969: Kim Batten, US-amerikanische Leichtathletin
- 1969: Matthias Groß, deutscher Soziologe
- 1969: Cornelius Obonya, österreichischer Schauspieler
- 1970: Andreas Beikirch, deutscher Radfahrer
- 1970: Patrick Gödicke, deutscher Jurist
- 1971: Attila Csihar, ungarischer Sänger der norwegischen Black-Metal-Band Mayhem
- 1971: Lara Logan, US-amerikanische TV-, Radio-Journalistin und Kriegsberichterstatterin
- 1971: Hidetoshi Nishijima, japanischer Schauspieler und Model
- 1971: Maciej Zieliński, polnischer Komponist
- 1972: Michel Ancel, französischer Designer
- 1972: Jörg Auzinger, österreichischer Medienkünstler
- 1972: Rui Costa, portugiesischer Fußballspieler
- 1972: Priti Patel, britische Politikerin
- 1972: Christian Scheffler, deutscher Handballspieler
- 1972: Andy Schneider, kanadischer Eishockeyspieler
- 1973: Marc Overmars, niederländischer Fußballspieler
- 1973: Johan Petersson, schwedischer Handballspieler
- 1974: Vragel da Silva, brasilianischer Fußballspieler
- 1974: Iulian Filipescu, rumänischer Fußballspieler
- 1974: Marc Gené, spanischer Rennfahrer
- 1975: Jan Bos, niederländischer Eisschnellläufer
- 1975: Roger Stein, Autor und Musiker, Vertreter des literarischen Hiphop
- 1975: Wang Jing, chinesische Unternehmerin und Bergsteigerin

#### 1976–2000
- 1976: Igor Astarloa, spanischer Radrennfahrer
- 1976: Jennifer Capriati, US-amerikanische Tennisspielerin
- 1977: Anja Schache, deutsche Fechterin
- 1977: Djabir Saïd-Guerni, algerischer Leichtathlet

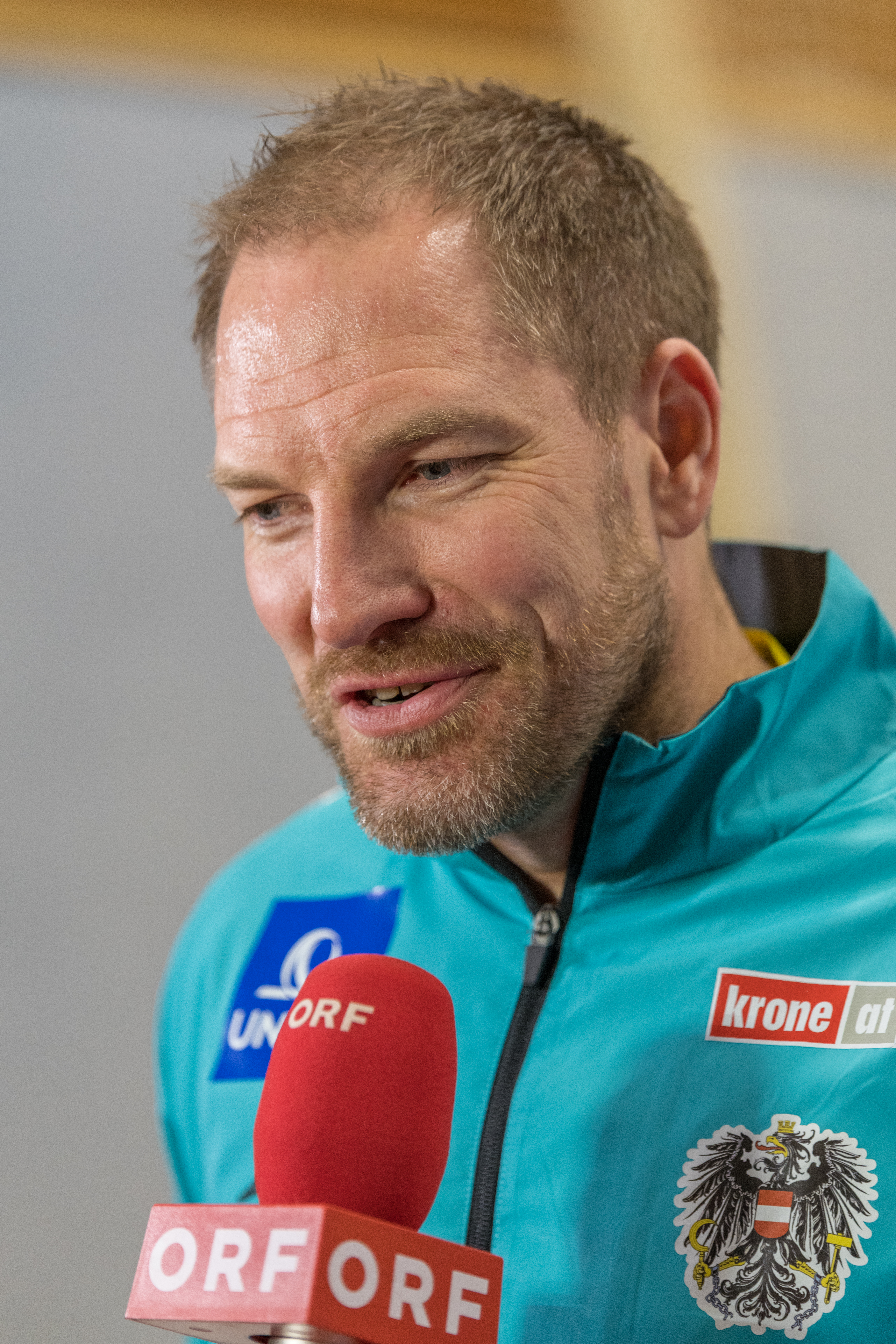
Mattias Andersson (* 1978)

- 1978: Mattias Andersson, schwedischer Handballtorwart
- 1979: Pascal Freitag, deutscher Schauspieler
- 1979: Estela Giménez, spanische Turnerin, Olympiasiegerin und Weltmeisterin
- 1979: Qin Liang, chinesische Fußballschiedsrichterin
- 1980: Robert Michael Archibald, britischer Basketballspieler
- 1980: Natalia Avelon, deutsch-polnische Sängerin und Schauspielerin
- 1980: Philipp Markhardt, deutscher Autor
- 1980: Kim Tae-hee, südkoreanische Schauspielerin
- 1980: Pablo Urtasun, spanischer Radrennfahrer
- 1981: Nadine Härdter, deutsche Handballspielerin
- 1981: Jlloyd Samuel, Fußballspieler aus Trinidad und Tobago
- 1981: Jussi Veikkanen, finnischer Radrennfahrer
- 1982: Anna Nagata, japanische Filmschauspielerin
- 1982: Mario Carević, kroatischer Fußballspieler
- 1982: Matthias Flohr, deutscher Handballspieler und -trainer
- 1983: Somen Tchoyi, kamerunischer Fußballspieler
- 1983: Jamie Woon, britischer Sänger
- 1984: Nate Adams, US-amerikanischer Motocrossfahrer
- 1984: Tschawdar Jankow, bulgarischer Fußballspieler
- 1984: Roman Kienast, österreichischer Fußballspieler
- 1984: Juan Mónaco, argentinischer Tennisspieler
- 1985: Fernando Amorebieta, venezolanisch-spanischer Fußballspieler
- 1985: Christiane Fürst, deutsche Volleyballspielerin
- 1985: Stuart Musialik, australischer Fußballspieler
- 1986: Sylvan Ebanks-Blake, englischer Fußballspieler
- 1986: Luke Eberl, US-amerikanischer Filmschauspieler und -regisseur
- 1986: Romina Oprandi, schweizerisch-italienische Tennisspielerin
- 1987: Claudia Andreatti, italienische Moderatorin
- 1987: Maxime Authom, belgischer Tennisspieler
- 1987: Lea Marlen Woitack, deutsche Schauspielerin

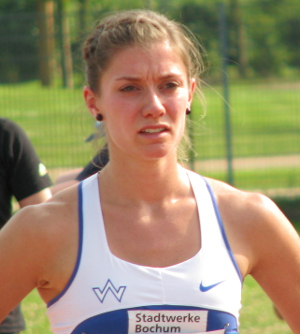
Esther Cremer (* 1988)

- 1988: Esther Cremer, deutsche Leichtathletin
- 1988: Julius Reinhardt, deutscher Fußballspieler
- 1988: Marek Suchý, tschechischer Fußballspieler
- 1989: Juliane Raschke, deutsches Playmate
- 1989: James Tomkins, englischer Fußballspieler
- 1989: Tomáš Vaclík, tschechischer Fußballspieler
- 1989: Annika Zimmermann, deutsche Fernsehmoderatorin, Sportjournalistin, Autorin und Speakerin
- 1990: Timothy Chandler, deutsch-amerikanischer Fußballspieler
- 1990: Fabio Felline, italienischer Radrennfahrer
- 1990: Moritz Lanegger, österreichischer Basketballspieler
- 1990: Teemu Pukki, finnischer Fußballspieler
- 1991: Fabio Borini, italienischer Fußballspieler
- 1991: N’Golo Kanté, französischer Fußballspieler
- 1991: Hayley McFarland, US-amerikanische Schauspielerin und Sängerin
- 1992: Erling Aalvik, norwegischer Biathlet
- 1992: Pål Trøan Aune, norwegischer Skilangläufer
- 1992: Antoine Brison, deutscher Schauspieler
- 1992: Tommy Grupe, deutscher Fußballspieler
- 1993: Marius Bülter, deutscher Fußballspieler
- 1993: Travis Ewanyk, deutsch-kanadischer Eishockeyspieler
- 1993: Thorgan Hazard, belgischer Fußballspieler
- 1994: Sulli, Sängerin und Schauspielerin
- 1995: Denys Nassyko, ukrainischer Biathlet
- 1995: Paul Seguin, deutscher Fußballspieler
- 1997: Stefanos Douskos, griechischer Ruderer
- 1997: Ezequiel Ponce, argentinischer Fußballspieler
- 1999: Ezequiel Barco, argentinischer Fußballspieler
- 1999: Bartosz Slisz, polnischer Fußballspieler

### 21. Jahrhundert
- 2001: Annemarii Bendi, estnische Nordische Kombiniererin und Skispringerin
- 2002: Cem Türkmen, türkisch-deutscher Fußballspieler
- 2002: Vanessa Wagner, deutsche Para-Judoka
- 2003: Nicolò Betemps, italienischer Biathlet

## Gestorben

### Vor dem 16. Jahrhundert
- 0087 v. Chr.: Han Wudi, chinesischer Kaiser
- 0057: Han Guangwu di, chinesischer Kaiser
- 0362: Markus von Arethusa, Bischof von Arethusa
- 1058: Stephan IX., deutscher Papst
- 1075: Ottokar I., Graf im Chiemgau
- 1229: Guido V., Vizegraf von Limoges
- 1231: Gerold von Waldeck, Bischof von Freising
- 1250: Ludolf I., deutscher Bischof
- 1368: Go-Murakami, japanischer Kaiser und Gegenkaiser
- 1382: Elisabeth von Namur, Kurfürstin von der Pfalz
- 1416: Euthymios II., Patriarch von Konstantinopel
- 1461: Ralph Dacre, 1. Baron Dacre of Gilsland, englischer Adeliger
- 1461: Everard Digby, englischer Schildknappe

### 16. bis 18. Jahrhundert
- 1505: Sidonie von Bayern, Prinzessin von Bayern-München
- 1508: Christoph von Baden, Titular-Markgraf von Baden, Domherr von Straßburg und Köln
- 1512: Lucas Watzenrode, deutscher Fürstbischof
- 1519: Gianfrancesco II. Gonzaga, italienischer Adeliger und Militär
- 1521: Christoph von Schroffenstein, Bischof von Brixen
- 1561: Barbara von Wertheim, Gräfin von Wertheim
- 1576: Valentin Erythräus, deutscher Pädagoge
- 1578: Louis I. de Lorraine-Guise, Kardinal der römisch-katholischen Kirche
- 1585: Johann Brokes, Lübecker Admiral und Bürgermeister
- 1602: Johann Casimir, Graf von Nassau-Weilburg
- 1609: Hans von Schellenberg, deutscher Gutsbesitzer und Gelehrter
- 1612: Anna Katharina von Brandenburg, Königin von Dänemark und Norwegen
- 1633: Johann Georg II. Fuchs von Dornheim, Fürstbischof von Bamberg, Gegenreformator und Hexenverfolger
- 1650: Cornelius Galle der Ältere, niederländischer Zeichner und Kupferstecher
- 1658: Bertuccio Valier, 102. Doge von Venedig
- 1659: Gottfried Suevus der Ältere, polnischer Rechtswissenschaftler
- 1667: Elisabeth Louise Juliane von Pfalz-Zweibrücken, Äbtissin von Herford
- 1673: Thomas Prence, englischer Kolonist und Gouverneur der Plymouth Colony
- 1678: Pierre Daret, französischer Maler und Kupferstecher
- 1700: Karl Kögl, Benediktiner und Abt der Abtei Niederaltaich
- 1700: Giovanni Lorenzo Lulier, italienischer Violonist, Cellist, Posaunist und Komponist
- 1703: Georg Friedrich II., Markgraf von Brandenburg-Ansbach
- 1721: Charles Vane, britischer Pirat in der Karibik
- 1725: Nicolaus Wilckens, Hamburger Ratsherr
- 1730: Simon Straub, deutscher Geigenbauer
- 1737: Adam Winterhalder, deutscher Bildhauer
- 1743: Theresia Benedicte von Bayern, Wittelsbacher Prinzessin
- 1772: Emanuel Swedenborg, schwedischer Naturforscher
- 1777: Johann Heinrich Pott, deutscher Chemiker und Apotheker
- 1778: Johann Friedrich Gruner, deutscher Theologe und Historiker, Rhetoriker und Pädagoge
- 1780: Otto Ludwig von Stutterheim, preußischer Generalleutnant
- 1789: Giovanni Cornaro, Kardinal der römisch-katholischen Kirche
- 1792: Gustav III., König von Schweden

### 19. Jahrhundert
- 1818: Alexandre Sabès Pétion, Präsident von Haiti
- 1818: Thomas Posey, US-amerikanischer Politiker, Gouverneur des Indiana-Territoriums
- 1824: Hans Nielsen Hauge, norwegischer Laienprediger
- 1825: Johannes Amon, deutscher Komponist und Musikverleger
- 1825ː Marie-Emmanuelle Bayon Louis, französische Komponistin, Pianistin und Salonnières
- 1826: Karl Ehrenfried Günther, deutscher Pädagoge und Rektor
- 1826: Domenico Pino, italienischer General in napoleonischen Diensten

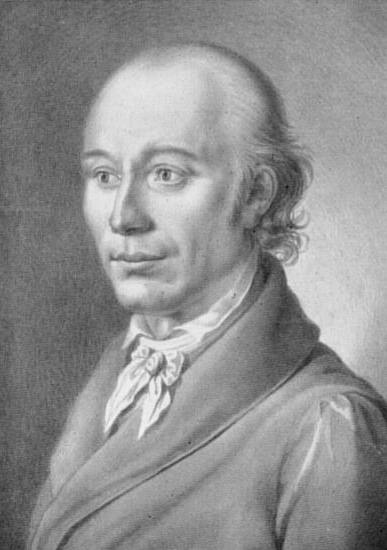
Johann Heinrich Voß († 1826)

- 1826: Johann Heinrich Voß, deutscher Dichter und Übersetzer
- 1831: Theodor Odinga, Schweizer Unternehmer und Politiker
- 1832: Maria Theresia von Österreich-Este, Königin von Sardinien-Piemont
- 1835: Peter Joseph Glutz-Rüchti, Schweizer Politiker
- 1842: Kaspar Heinrich von Sierstorpff, deutscher Forst- und Staatsmann, Gründer des Bades in Bad Driburg
- 1847: Jean-Pierre Doumerc, französischer General
- 1847: Jules de Polignac, Premierminister von Frankreich
- 1848: Johann Jakob Astor, US-amerikanischer Unternehmer deutscher Abstammung
- 1848: Carl Amandus Kühn, deutscher Geologe und Verfechter des Neptunismus
- 1855: Henri Druey, Schweizer Rechtsanwalt, Philosoph, Politiker und Bundesrat („Vater der Bundesverfassung“)
- 1856: Julius Ambrosch, deutscher Altphilologe
- 1861: Adrianus Catharinus Holtius, niederländischer Rechtswissenschaftler
- 1862: José Mariano Felipe Gálvez, Staatschef in der Provinz Guatemala der Zentralamerikanischen Konföderation
- 1863: Heinrich Maria von Hess, deutscher Maler
- 1864: August Kahlert, deutscher Dichter und Literaturhistoriker
- 1877: Alexander Braun, deutscher Botaniker
- 1880: Jacob Axel Josephson, schwedischer Komponist
- 1880: Heinrich Bernhard Oppenheim, deutscher Liberaler, Freihändler, Jurist, Völkerrechtler, Publizist und Philosoph
- 1881: Carl Weyprecht, deutscher Marineoffizier, Arktisforscher und Geophysiker in österreichisch-ungarischen Diensten
- 1886: Théodore Lissignol, Schweizer Vermessungstechniker, Jurist und Politiker
- 1888: Charles Valentin Alkan, französischer Musiker und Komponist
- 1888: Gustav Jahn, deutscher Volksschriftsteller, Dichter und Bürgermeister
- 1891: Wilhelm König, Schweizer Beamter, Autor und Journalist in Berndeutsch
- 1891: Georges Seurat, französischer Maler
- 1899ː Lina von Berlepsch, deutsche Schriftstellerin
- 1900: August Ganghofer, deutscher Forstbeamter

### 20. Jahrhundert

#### 1901–1950

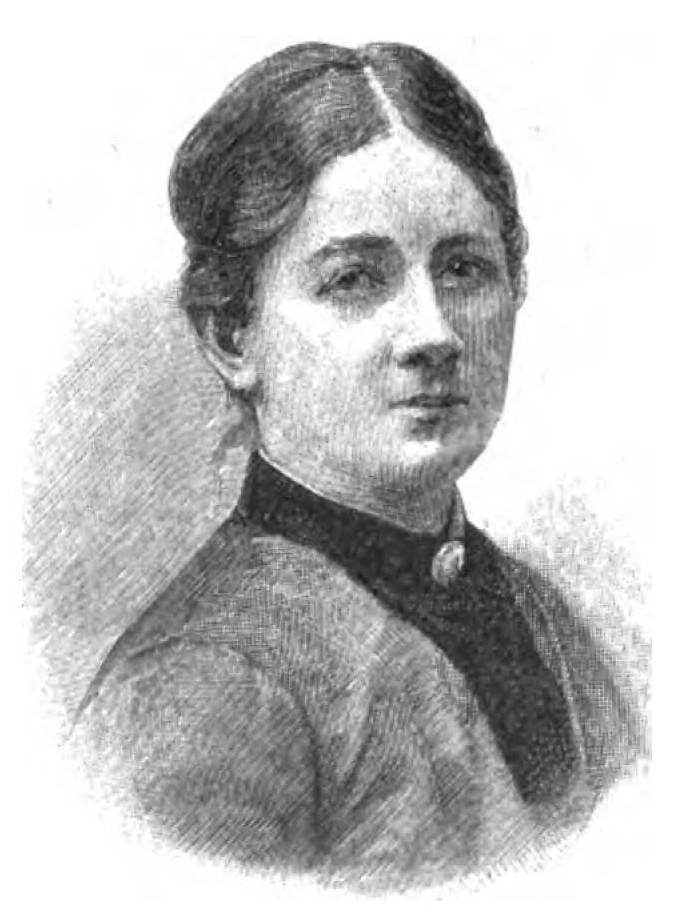
Natalie von Milde († 1906)

- 1906ː Natalie von Milde, deutsche Schriftstellerin und Frauenrechtlerin
- 1911: Alexandre Guilmant, französischer Organist und Komponist
- 1912: Robert Falcon Scott, britischer Marineoffizier und Polarforscher
- 1912: Victoria Welby, britische Philosophin
- 1912: Edward Adrian Wilson, britischer Polarforscher, Arzt und Ornithologe
- 1913: Heinrich XIV., Fürst Reuß jüngerer Linie, deutscher Reichsfürst
- 1918: Timm Kröger, deutscher Schriftsteller
- 1921: Levi Ankeny, US-amerikanischer Politiker
- 1924: Charles Villiers Stanford, irischer Komponist
- 1925: Bajram Curri, albanischer Freiheitskämpfer
- 1927: Besarion Chelaia, georgischer Geistlicher
- 1928: Carl Junker, österreichischer Historiker und Syndikus des Vereines der österreichisch-ungarischen Buchhändler
- 1929: Willem Andriessen, niederländischer Komponist und Musiker

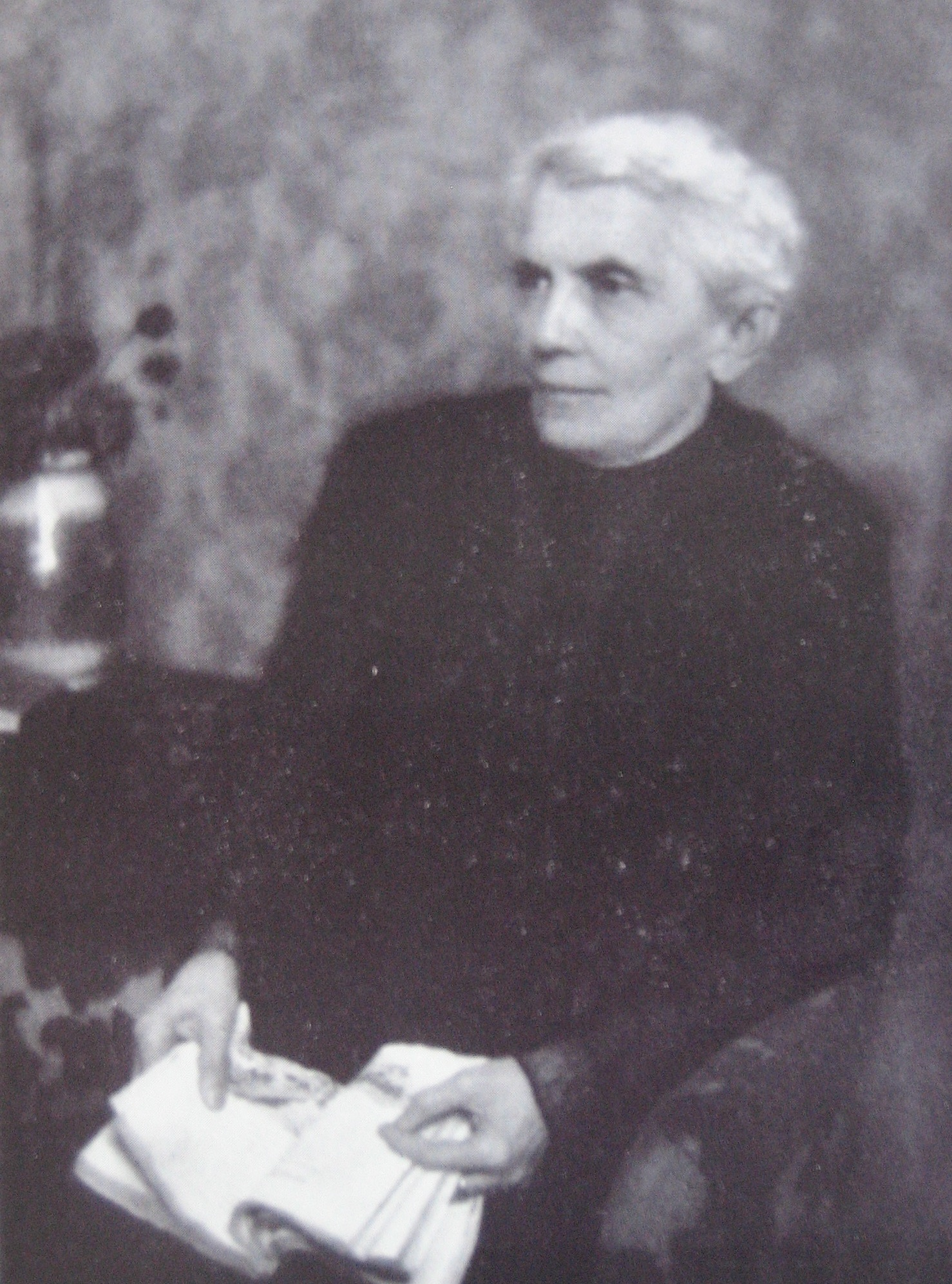
Meta von Salis († 1929)

- 1929: Meta von Salis, erste Historikerin der Schweiz, Frauenrechtlerin, Philosophin und Brieffreundin von Friedrich Nietzsche
- 1932: Otto Widmer, römisch-katholischer Geistlicher und Leiter eines Kinderheimes
- 1934: Ludwig Marum, deutscher Rechtsanwalt und Politiker
- 1936: Hans Osten, deutscher Kaufmann und Astronom
- 1937: Karol Szymanowski, polnischer Komponist
- 1939: Tachihara Michizō, japanischer Lyriker
- 1940: Johann Schütte, deutscher Luftschiffpionier
- 1943: Ermenegildo Pellegrinetti, italienischer Priester, vatikanischer Diplomat und Kardinal
- 1944: John H. Arnold, US-amerikanischer Politiker
- 1944: Grace Chisholm Young, englische Mathematikerin
- 1945: Jack Agazarian, armenisch-französisch-britischer Agent
- 1945: Oscar L. Auf der Heide, US-amerikanischer Politiker
- 1945: Ferenc Csik, ungarischer Schwimmer
- 1949: Theodor Reismann-Grone, deutscher Verleger und Politiker
- 1950: Jakub Appenszlak, polnischer Journalist, Literaturkritiker und Übersetzer
- 1950: Mikael Simonsen, dänischer Ruderer

#### 1951–2000
- 1952: Katherine Sophie Dreier, US-amerikanische Malerin und Kunstmäzenin
- 1953: Arthur Fields, US-amerikanischer Sänger
- 1954: Rudolf Ahlers, deutscher Autor
- 1955: Joseph Otto Kolb, deutscher Priester, Erzbischof von Bamberg
- 1956: Hans Hermann Adler, deutscher Zeitungswissenschaftler
- 1957: Hedwig Andersen, deutsche Logopädin
- 1958: Alessandro Verde, italienischer Priester und Theologe, Kardinal
- 1960: Luiz Americano, brasilianischer Klarinettist, Saxophonist und Komponist
- 1961: Eva Clare, kanadische Pianistin und Musikpädagogin
- 1963: Texas Ruby, US-amerikanische Country-Musikerin
- 1964: Willem Andriessen, niederländischer Komponist
- 1965: Ewald Mataré, deutscher Maler und Bildhauer
- 1965: Ottilie Reylaender, deutsche Malerin
- 1966: Jazz Gillum, US-amerikanischer Blues- und Hokum-Musiker
- 1967: Fritz Schäffer, deutscher Bundesminister
- 1970: Harold Elmer Anthony, US-amerikanischer Zoologe und Paläontologe
- 1971: Mona Bates, kanadische Pianistin und Musikpädagogin
- 1971: Hermann zu Leiningen, deutscher Automobilrennfahrer
- 1972: J. Arthur Rank, englischer Industrieller und Filmproduzent
- 1975: Lucien Daveluy, kanadischer Organist, Komponist und Musikpädagoge
- 1976: Jean-Charles Roman d’Amat, französischer Archivar und Paläograf
- 1976: Richard Arlen, US-amerikanischer Schauspieler
- 1977: Roland Bugatti, französisch-italienischer Automobilfabrikant und Ingenieur
- 1977: Georgi Slatew-Tscherkin, bulgarischer Komponist und Gesangspädagoge
- 1980: Annunzio Mantovani, italienischer Orchesterleiter
- 1981: David Prophet, britischer Autorennfahrer
- 1981: Eric Eustace Williams, Regierungschef von Trinidad und Tobago von 1956 bis 1981
- 1982: Helene Deutsch, österreichisch-US-amerikanische Psychoanalytikerin
- 1982: Walter Hallstein, deutscher Jurist und Politiker, erster Vorsitzende der Europäischen Kommission

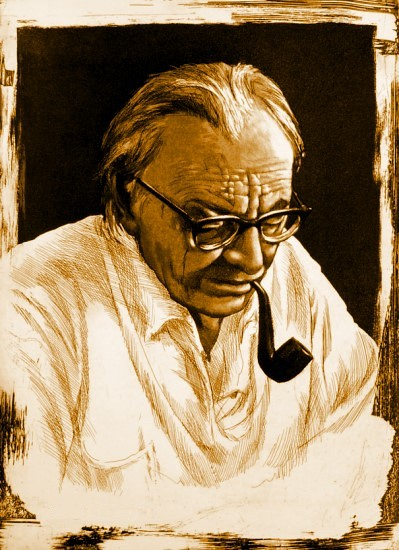
Carl Orff († 1982)

- 1982: Carl Orff, deutscher Komponist und Musikpädagoge (Carmina Burana)
- 1983: Alfred Andriola, US-amerikanischer Comiczeichner
- 1985: Hermann Herbold, deutscher Ruderer
- 1985: Gerhard Stöck, deutscher Leichtathlet, Olympiasieger
- 1986: Manfred Strößenreuther, deutscher Sportflieger, Welt- und Europameister im Kunstflug
- 1989ː Katō Sechi, japanische Chemikerin
- 1991: Lee Atwater, US-amerikanischer Politberater
- 1991: Rodolfo Bonetto, italienischer Designer
- 1991: Josef Friedrich Remberg, deutscher General
- 1992ː Lina Bo Bardi, preisgekrönte brasilianische Architektin und Designerin, Schöpferin des der „Frei Egidio“-Stuhls
- 1994: Paul Grimault, französischer Zeichentrickfilmer und Regisseur
- 1995: Hans Raspotnik, deutscher Filmproduzent und Regisseur
- 1997: Finn Høffding, dänischer Komponist und Musikpädagoge
- 1999: Hermann-Josef Kaltenborn, deutscher Kommunalpolitiker
- 1999: Man Lok Leung, hongkong-chinesischer Dartspieler
- 1999: Gyula Zsengellér, ungarischer Fußballspieler
- 2000: Hans Gustav Güterbock, deutscher Hethitologe
- 2000: Karl-Heinz Lauterjung, deutscher Physiker
- 2000: Anna Sokolow, US-amerikanische Tänzerin und Choreographin

### 21. Jahrhundert
- 2001: Edward Frederick Anderson, US-amerikanischer Botaniker
- 2001: John Lewis, US-amerikanischer Jazz-Musiker
- 2001: Billy Sanders, britischer Sänger
- 2002: Petermax Müller, deutscher Automobilrennfahrer und -händler
- 2003: Kurt Gimmi, Schweizer Radrennfahrer
- 2003: Carlo Urbani, italienischer Arzt

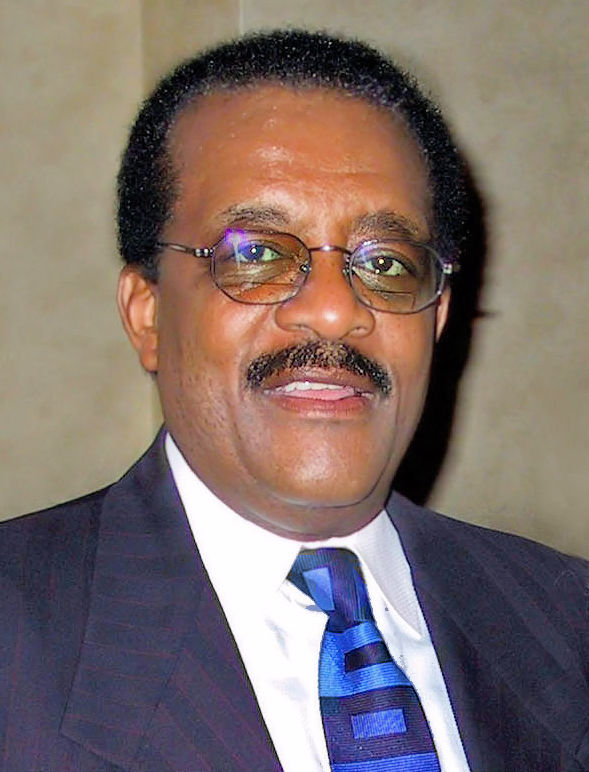
Johnnie Cochran († 2005)

- 2005: Johnnie Cochran, US-amerikanischer Rechtsanwalt
- 2005: Miltos Sachtouris, griechischer Lyriker
- 2006: Werner Wolf Glaser, deutsch-schwedischer Komponist
- 2006: Bob Veith, US-amerikanischer Autorennfahrer
- 2007: Giuseppe Giorgio Englert, Schweizer Komponist elektronischer Musik
- 2007ː Hildegard Lagrenne, Holocaust-Überlebende, Mitarbeiterin beim Zentralrat Deutscher Sinti und Roma
- 2008: Raul Donazar Calvet, brasilianischer Fußballspieler
- 2008: Josef Mikl, österreichischer Maler und Grafiker
- 2009: Stanisław Dróżdż, polnischer Lyriker
- 2009: Maurice Jarre, französischer Komponist
- 2009: Helen Levitt, US-amerikanische Fotografin und Filmemacherin
- 2010: Hilde Purwin, deutsche Journalistin
- 2011: Hans-Jürgen Ambrosius, deutscher Gewerkschaftsfunktionär
- 2011: Robert Tear, britischer Opern- und Oratoriensänger (lyrischer Tenor)
- 2012: Luke Askew, US-amerikanischer Schauspieler
- 2013: Pepsi Auer, deutscher Jazzmusiker
- 2013ː Ingeborg Osswald-Lüttin, deutsche Malerin und Karikaturistin
- 2015: Juan Carlos Maccarone, argentinischer Geistlicher, Bischof von Chascomús und Santiago del Estero
- 2016: Patty Duke, US-amerikanische Schauspielerin und Sängerin
- 2016: Jean Lapierre, franko-kanadischer Politiker und Rundfunkjournalist, Minister
- 2017: Alexei Alexejewitsch Abrikossow, sowjetischer bzw. russisch-US-amerikanischer Physiker
- 2017: Juan Bañuelos, mexikanischer Dichter, Essayist und Herausgeber
- 2018: Corrado Dal Fabbro, italienischer Bobfahrer
- 2018: Emiliano Mondonico, italienischer Fußballspieler und -trainer
- 2019: Agnès Varda, französische Filmregisseurin und Fotografin

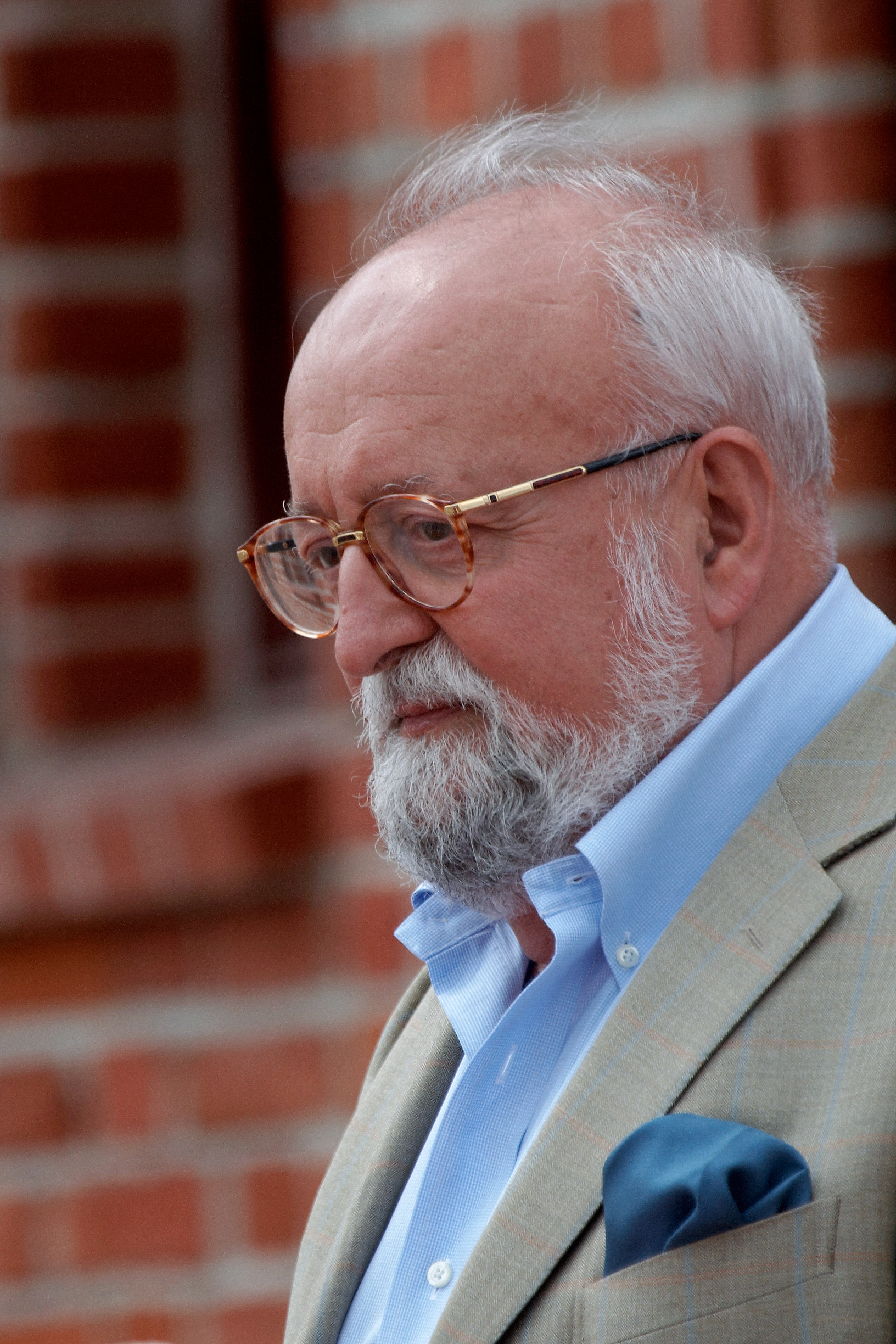
Krzysztof Penderecki († 2020)

- 2020: Krzysztof Penderecki, polnischer Komponist
- 2021: Robert Opron, französischer Architekt und Automobildesigner
- 2021: Ferdinand Schladen, deutscher Leichtathlet
- 2022: Melanie Clark Pullen, irische Schauspielerin
- 2022: Joyce Fairbairn, kanadische Politikerin, Ministerin
- 2022: Peter McDonald, irischer Fußballspieler
- 2022: Angela Stachowa, deutsch-sorbische Schriftstellerin und Politikerin, MdB
- 2023: Christiane Loizides, deutsche Juristin
- 2024: Jules Ratankumar Ajodhia, surinamischer Politiker, Minister
- 2025: Gerd Poppe, deutscher Politiker und DDR-Bürgerrechtler

## Feier- und Gedenktage
- Kirchliche Gedenktage
  - Hans Nielsen Hauge (evangelisch: EKD, ELCA)
  - Hl. Berthold von Kalabrien (katholisch)

- Namenstage
  - Berthold, Ludolf

Weitere Einträge enthält die Liste von Gedenk- und Aktionstagen.